# Eiskunstlauf-Weltmeisterschaften

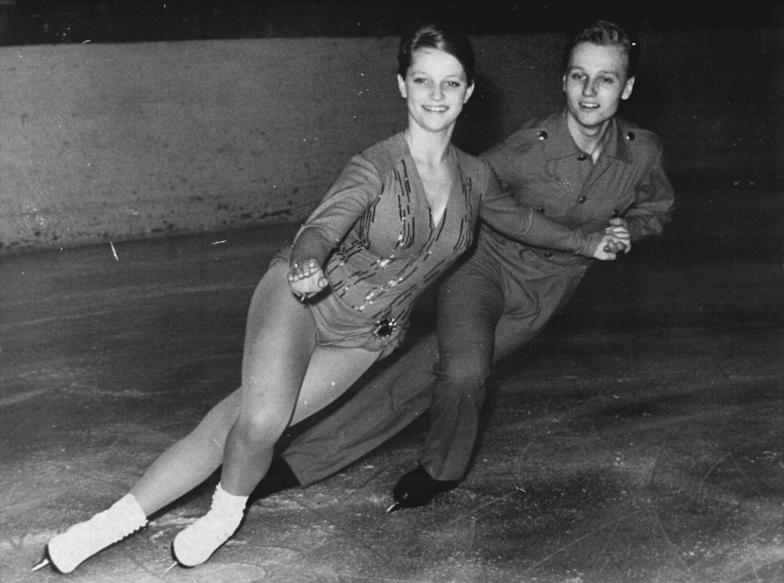
Eva Romanová und Pavel Roman: Weltmeister im Eistanz von 1962 bis 1965

Die Eiskunstlauf-Weltmeisterschaften sind eine jährlich von der Internationalen Eislaufunion ausgetragene Veranstaltung, bei der in den vier Eiskunstlaufdisziplinen Einzellauf der Herren, Einzellauf der Damen, Paarlauf und Eistanz die besten Eiskunstläufer der Welt ermittelt werden.
Die letzten Weltmeisterschaften fanden vom 25. bis zum 30. März 2025 in der US-amerikanischen Stadt Boston, Massachusetts, statt.

## Geschichte
Die erste Eiskunstlauf-Weltmeisterschaft wurde 1896 in Sankt Petersburg ausgetragen. Am Anfang bestanden die Weltmeisterschaften nur aus einer Herrenkonkurrenz. Allerdings gab es keine Regel, die Frauen von Weltmeisterschaften ausschloss, und so kam es, dass die Britin Madge Syers 1902 an der Herrenkonkurrenz teilnahm und sogar die Silbermedaille gewann.
Daraufhin reagierte die ISU. Ab 1906 gab es eine eigene Konkurrenz für Damen.
Der erste Paarlaufwettbewerb fand 1908 statt, allerdings war damals in einigen Ländern, wie etwa Japan, Paarlaufen illegal. Eistanzen wurde 1952 offizieller Bestandteil der Weltmeisterschaften.
In den Anfangsjahren wurden die Punktrichter vom Austragungsland eingeladen und waren somit oftmals nur Einheimische. Nach einer Punktrichterkontroverse beim Damenwettbewerb 1927 wurde dies geändert. Ab 1928 wurde nur noch ein Punktrichter pro Nation zugelassen.
Von 1915 bis 1921 und von 1940 bis 1946 fanden aufgrund des Ersten und Zweiten Weltkriegs keine Weltmeisterschaften statt.
Im Jahr 1960 begrenzte die ISU die Anzahl der Teilnehmer einer Nation pro Wettbewerb auf drei.
Am 15. Februar 1961 stürzte der Sabena-Flug 548 mit der US-amerikanischen Nationalmannschaft ab. Nach diesem Unglück mit 73 Toten wurden die Weltmeisterschaften 1961 abgesagt.
1991 wurden die Pflichtfiguren, bei denen die Einzelathleten spezielle Muster und Figuren vor den Punktrichtern möglichst akkurat ausführen mussten und die einen Großteil der Wertung ausmachten, abgeschafft, nicht zuletzt, weil sie zu viel Zeit erforderten und wenig attraktiv für TV-Zuschauer waren.
Das 6,0 Bewertungssystem wurde bis 2004 verwendet. Ab 2005 wurde ein neues, von der ISU erdachtes Punktesystem etabliert, das die Leistungen objektiver bewerten soll.
Die Weltmeisterschaften 2020, die im kanadischen Montréal stattfinden sollten, wurden wegen der COVID-19-Pandemie abgesagt.

## Einzelwettbewerbe

### Medaillengewinner Herren
Am häufigsten mit dem Weltmeistertitel der Herren ausgezeichnet wurden US-amerikanische Eiskunstläufer (25 Siege), gefolgt von ihren Kollegen aus Österreich (22), Schweden (15), Kanada (14) und Russland (11). Deutsche Athleten (Kaiserreich, Bundesrepublik und DDR inbegriffen) brachten es in der Vergangenheit auf fünf Siege. Alleiniger Rekordhalter ist der Schwede Ulrich Salchow, der zwischen 1901 und 1911 zehnmal erfolgreich war.

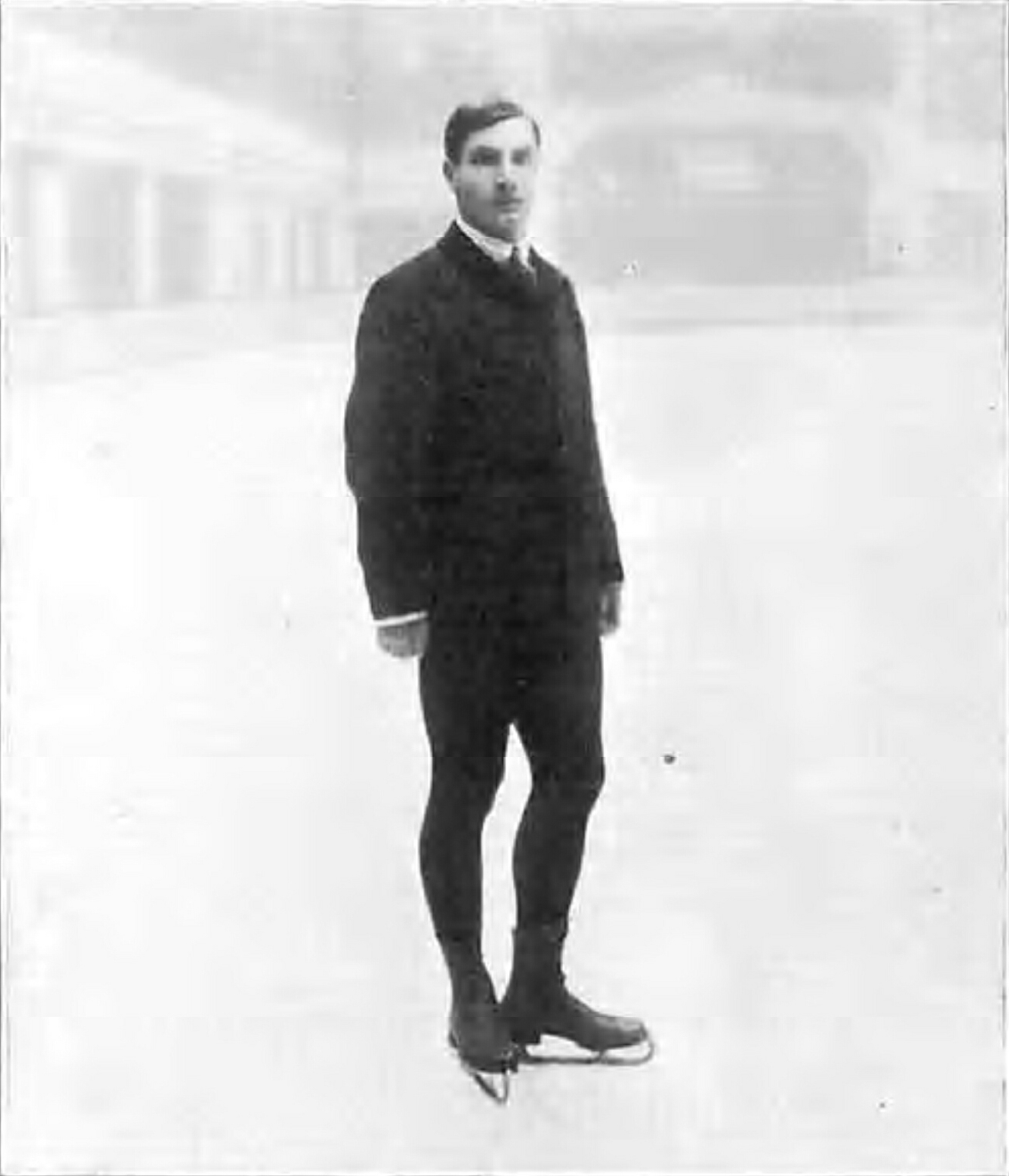
Rekordweltmeister Ulrich Salchow

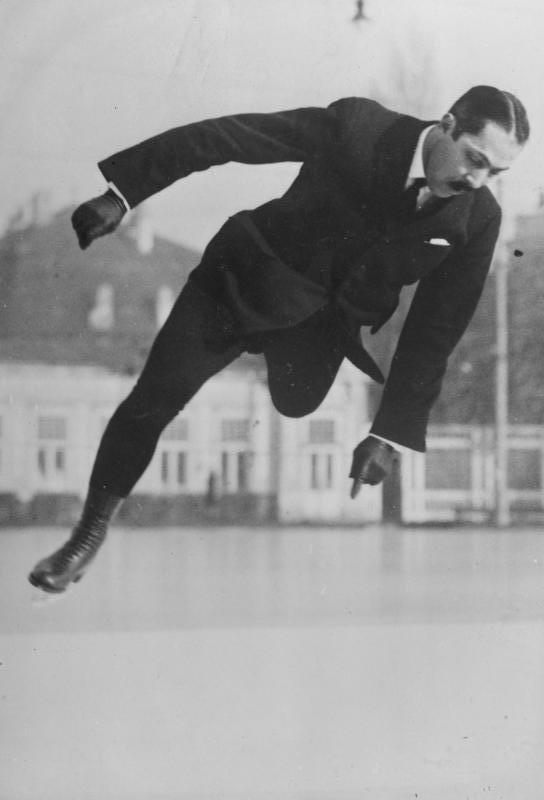
Willy Böckl

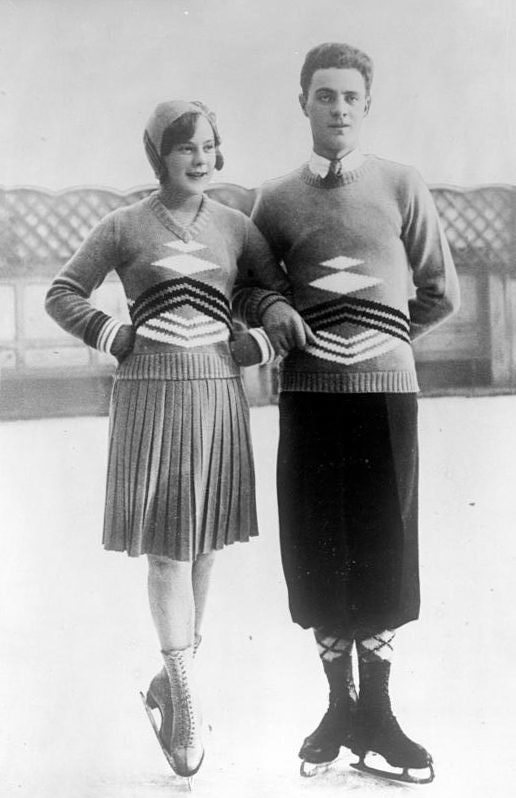
Karl Schäfer (mit Sonja Henie)

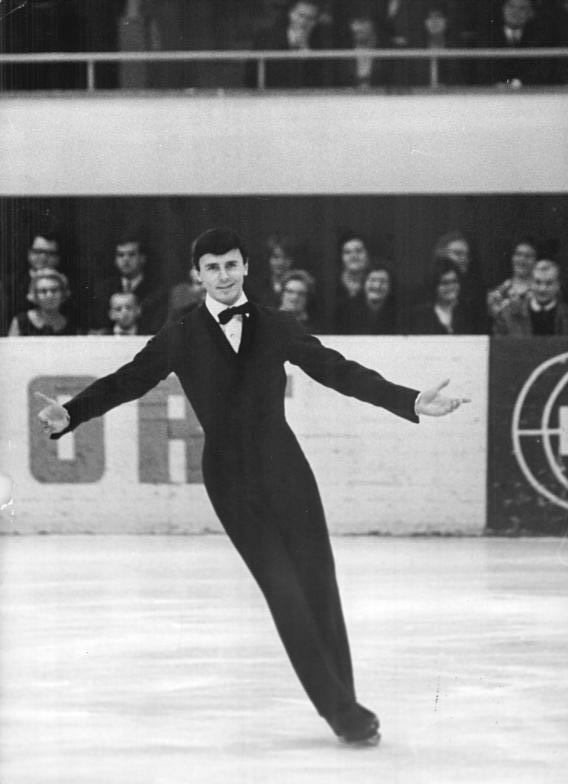
Emmerich Danzer

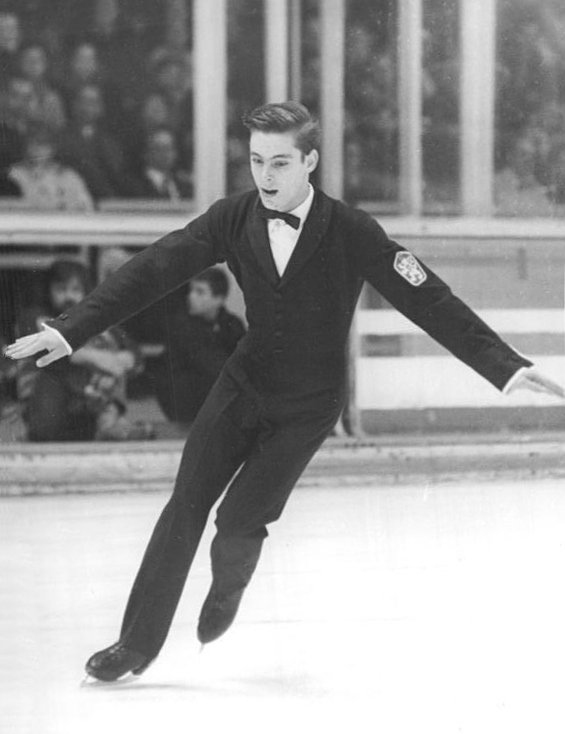
Ondrej Nepela

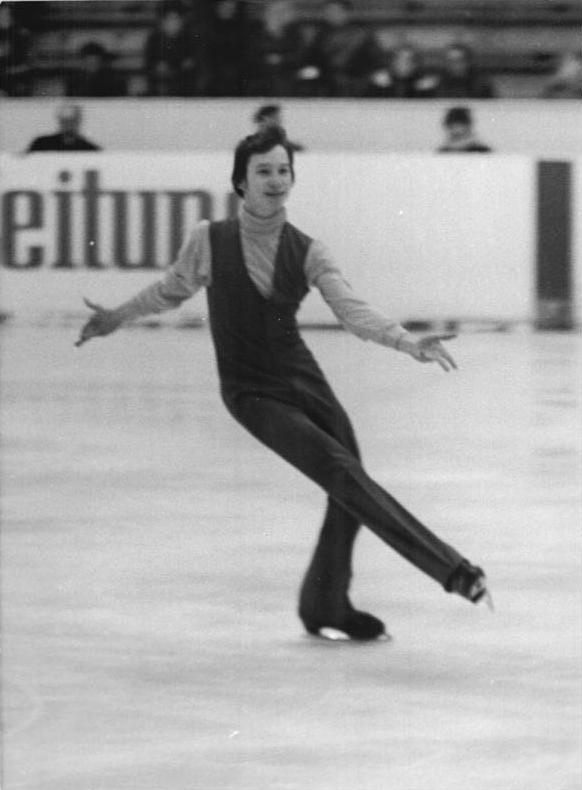
Jan Hoffmann

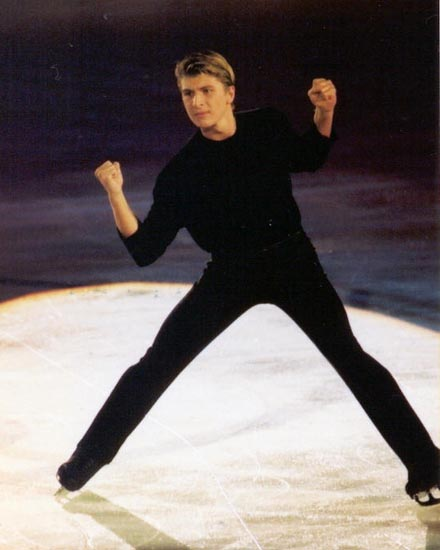
Alexei Jagudin

| Jahr      | Austragungsort                                  | Gold                                                   | Silber                                                 | Bronze                                                 |
| --------- | ----------------------------------------------- | ------------------------------------------------------ | ------------------------------------------------------ | ------------------------------------------------------ |
| 1896      | Sankt Petersburg                                | Gilbert Fuchs                                          | Gustav Hügel                                           | Georg Sanders                                          |
| 1897      | Stockholm                                       | Gustav Hügel                                           | Ulrich Salchow                                         | Johan Lefstad                                          |
| 1898      | London                                          | Henning Grenander                                      | Gustav Hügel                                           | Gilbert Fuchs                                          |
| 1899      | Davos                                           | Gustav Hügel                                           | Ulrich Salchow                                         | Edgar Syers                                            |
| 1900      | Davos                                           | Gustav Hügel                                           | Ulrich Salchow                                         | -                                                      |
| 1901      | Stockholm                                       | Ulrich Salchow                                         | Gilbert Fuchs                                          | -                                                      |
| 1902      | London                                          | Ulrich Salchow                                         | Madge Syers                                            | Martin Gordan                                          |
| 1903      | Sankt Petersburg                                | Ulrich Salchow                                         | Nikolai Panin                                          | Max Bohatsch                                           |
| 1904      | Berlin                                          | Ulrich Salchow                                         | Heinrich Burger                                        | Martin Gordan                                          |
| 1905      | Stockholm                                       | Ulrich Salchow                                         | Max Bohatsch                                           | Per Thorén                                             |
| 1906      | München                                         | Gilbert Fuchs                                          | Heinrich Burger                                        | Bror Meyer                                             |
| 1907      | Wien                                            | Ulrich Salchow                                         | Max Bohatsch                                           | Gilbert Fuchs                                          |
| 1908      | Troppau                                         | Ulrich Salchow                                         | Gilbert Fuchs                                          | Heinrich Burger                                        |
| 1909      | Stockholm                                       | Ulrich Salchow                                         | Per Thorén                                             | Ernst Herz                                             |
| 1910      | Davos                                           | Ulrich Salchow                                         | Werner Rittberger                                      | Andor Szende                                           |
| 1911      | Berlin                                          | Ulrich Salchow                                         | Werner Rittberger                                      | Fritz Kachler                                          |
| 1912      | Manchester                                      | Fritz Kachler                                          | Werner Rittberger                                      | Andor Szende                                           |
| 1913      | Wien                                            | Fritz Kachler                                          | Willy Böckl                                            | Andor Szende                                           |
| 1914      | Helsinki                                        | Gösta Sandahl                                          | Fritz Kachler                                          | Willy Böckl                                            |
| 1915–1921 | nicht ausgetragen wegen des Ersten Weltkrieges  | nicht ausgetragen wegen des Ersten Weltkrieges         | nicht ausgetragen wegen des Ersten Weltkrieges         | nicht ausgetragen wegen des Ersten Weltkrieges         |
| 1922      | Stockholm                                       | Gillis Grafström                                       | Fritz Kachler                                          | Willy Böckl                                            |
| 1923      | Wien                                            | Fritz Kachler                                          | Willy Böckl                                            | Gösta Sandahl                                          |
| 1924      | Manchester                                      | Gillis Grafström                                       | Willy Böckl                                            | Ernst Oppacher                                         |
| 1925      | Wien                                            | Willy Böckl                                            | Fritz Kachler                                          | Otto Preissecker                                       |
| 1926      | Berlin                                          | Willy Böckl                                            | Otto Preissecker                                       | John Page                                              |
| 1927      | Davos                                           | Willy Böckl                                            | Otto Preissecker                                       | Karl Schäfer                                           |
| 1928      | Berlin                                          | Willy Böckl                                            | Karl Schäfer                                           | Hugo Distler                                           |
| 1929      | London                                          | Gillis Grafström                                       | Karl Schäfer                                           | Ludwig Wrede                                           |
| 1930      | New York City                                   | Karl Schäfer                                           | Roger Turner                                           | Georges Gautschi                                       |
| 1931      | Berlin                                          | Karl Schäfer                                           | Roger Turner                                           | Ernst Baier                                            |
| 1932      | Montreal                                        | Karl Schäfer                                           | Montgomery Wilson                                      | Ernst Baier                                            |
| 1933      | Zürich                                          | Karl Schäfer                                           | Ernst Baier                                            | Marcus Nikkanen                                        |
| 1934      | Stockholm                                       | Karl Schäfer                                           | Ernst Baier                                            | Erich Erdös                                            |
| 1935      | Budapest                                        | Karl Schäfer                                           | Jack Dunn                                              | Dénes Pataky                                           |
| 1936      | Paris                                           | Karl Schäfer                                           | Graham Sharp                                           | Felix Kaspar                                           |
| 1937      | Wien                                            | Felix Kaspar                                           | Graham Sharp                                           | Elemér Terták                                          |
| 1938      | Berlin                                          | Felix Kaspar                                           | Graham Sharp                                           | Herbert Alward                                         |
| 1939      | Budapest                                        | Graham Sharp                                           | Freddie Tomlins                                        | Horst Faber                                            |
| 1940–1946 | nicht ausgetragen wegen des Zweiten Weltkrieges | nicht ausgetragen wegen des Zweiten Weltkrieges        | nicht ausgetragen wegen des Zweiten Weltkrieges        | nicht ausgetragen wegen des Zweiten Weltkrieges        |
| 1947      | Stockholm                                       | Hans Gerschwiler                                       | Richard Button                                         | Arthur Apfel                                           |
| 1948      | Davos                                           | Richard Button                                         | Hans Gerschwiler                                       | Ede Király                                             |
| 1949      | Paris                                           | Richard Button                                         | Ede Király                                             | Edi Rada                                               |
| 1950      | London                                          | Richard Button                                         | Ede Király                                             | Hayes Alan Jenkins                                     |
| 1951      | Mailand                                         | Richard Button                                         | James Grogan                                           | Helmut Seibt                                           |
| 1952      | Paris                                           | Richard Button                                         | James Grogan                                           | Hayes Alan Jenkins                                     |
| 1953      | Davos                                           | Hayes Alan Jenkins                                     | James Grogan                                           | Carlo Fassi                                            |
| 1954      | Oslo                                            | Hayes Alan Jenkins                                     | James Grogan                                           | Alain Giletti                                          |
| 1955      | Wien                                            | Hayes Alan Jenkins                                     | Ronald Robertson                                       | David Jenkins                                          |
| 1956      | Garmisch-Partenkirchen                          | Hayes Alan Jenkins                                     | Ronald Robertson                                       | David Jenkins                                          |
| 1957      | Colorado Springs                                | David Jenkins                                          | Tim Brown                                              | Charles Snelling                                       |
| 1958      | Paris                                           | David Jenkins                                          | Tim Brown                                              | Alain Giletti                                          |
| 1959      | Colorado Springs                                | David Jenkins                                          | Donald Jackson                                         | Tim Brown                                              |
| 1960      | Vancouver                                       | Alain Giletti                                          | Donald Jackson                                         | Alain Calmat                                           |
| 1961      | Prag                                            | abgesagt wegen des Flugzeugabsturzes der US-Mannschaft | abgesagt wegen des Flugzeugabsturzes der US-Mannschaft | abgesagt wegen des Flugzeugabsturzes der US-Mannschaft |
| 1962      | Prag                                            | Donald Jackson                                         | Karol Divín                                            | Alain Calmat                                           |
| 1963      | Cortina d’Ampezzo                               | Donald McPherson                                       | Alain Calmat                                           | Manfred Schnelldorfer                                  |
| 1964      | Dortmund                                        | Manfred Schnelldorfer                                  | Alain Calmat                                           | Karol Divín                                            |
| 1965      | Colorado Springs                                | Alain Calmat                                           | Scott Allen                                            | Donald Knight                                          |
| 1966      | Davos                                           | Emmerich Danzer                                        | Wolfgang Schwarz                                       | Gary Visconti                                          |
| 1967      | Wien                                            | Emmerich Danzer                                        | Wolfgang Schwarz                                       | Gary Visconti                                          |
| 1968      | Genf                                            | Emmerich Danzer                                        | Tim Wood                                               | Patrick Péra                                           |
| 1969      | Colorado Springs                                | Tim Wood                                               | Ondrej Nepela                                          | Patrick Péra                                           |
| 1970      | Ljubljana                                       | Tim Wood                                               | Ondrej Nepela                                          | Günter Zöller                                          |
| 1971      | Lyon                                            | Ondrej Nepela                                          | Patrick Péra                                           | Sergei Tschetweruchin                                  |
| 1972      | Calgary                                         | Ondrej Nepela                                          | Sergei Tschetweruchin                                  | Wladimir Kowaljow                                      |
| 1973      | Bratislava                                      | Ondrej Nepela                                          | Sergei Tschetweruchin                                  | Jan Hoffmann                                           |
| 1974      | München                                         | Jan Hoffmann                                           | Sergei Wolkow                                          | Toller Cranston                                        |
| 1975      | Colorado Springs                                | Sergei Wolkow                                          | Wladimir Kowaljow                                      | John Curry                                             |
| 1976      | Göteborg                                        | John Curry                                             | Wladimir Kowaljow                                      | Jan Hoffmann                                           |
| 1977      | Tokio                                           | Wladimir Kowaljow                                      | Jan Hoffmann                                           | Minoru Sano                                            |
| 1978      | Ottawa                                          | Charles Tickner                                        | Jan Hoffmann                                           | Robin Cousins                                          |
| 1979      | Wien                                            | Wladimir Kowaljow                                      | Robin Cousins                                          | Jan Hoffmann                                           |
| 1980      | Dortmund                                        | Jan Hoffmann                                           | Robin Cousins                                          | Charles Tickner                                        |
| 1981      | Hartford                                        | Scott Hamilton                                         | David Santee                                           | Igor Bobrin                                            |
| 1982      | Kopenhagen                                      | Scott Hamilton                                         | Norbert Schramm                                        | Brian Pockar                                           |
| 1983      | Helsinki                                        | Scott Hamilton                                         | Norbert Schramm                                        | Brian Orser                                            |
| 1984      | Ottawa                                          | Scott Hamilton                                         | Brian Orser                                            | Alexander Fadejew                                      |
| 1985      | Tokio                                           | Alexander Fadejew                                      | Brian Orser                                            | Brian Boitano                                          |
| 1986      | Genf                                            | Brian Boitano                                          | Brian Orser                                            | Alexander Fadejew                                      |
| 1987      | Cincinnati                                      | Brian Orser                                            | Brian Boitano                                          | Alexander Fadejew                                      |
| 1988      | Budapest                                        | Brian Boitano                                          | Brian Orser                                            | Wiktor Petrenko                                        |
| 1989      | Paris                                           | Kurt Browning                                          | Christopher Bowman                                     | Grzegorz Filipowski                                    |
| 1990      | Halifax                                         | Kurt Browning                                          | Wiktor Petrenko                                        | Christopher Bowman                                     |
| 1991      | München                                         | Kurt Browning                                          | Wiktor Petrenko                                        | Todd Eldredge                                          |
| 1992      | Oakland                                         | Wiktor Petrenko                                        | Kurt Browning                                          | Elvis Stojko                                           |
| 1993      | Prag                                            | Kurt Browning                                          | Elvis Stojko                                           | Alexei Urmanow                                         |
| 1994      | Chiba                                           | Elvis Stojko                                           | Philippe Candeloro                                     | Wjatscheslaw Sahorodnjuk                               |
| 1995      | Birmingham                                      | Elvis Stojko                                           | Todd Eldredge                                          | Philippe Candeloro                                     |
| 1996      | Edmonton                                        | Todd Eldredge                                          | Ilja Kulik                                             | Rudy Galindo                                           |
| 1997      | Lausanne                                        | Elvis Stojko                                           | Todd Eldredge                                          | Alexei Jagudin                                         |
| 1998      | Minneapolis                                     | Alexei Jagudin                                         | Todd Eldredge                                          | Jewgeni Pljuschtschenko                                |
| 1999      | Helsinki                                        | Alexei Jagudin                                         | Jewgeni Pljuschtschenko                                | Michael Weiss                                          |
| 2000      | Nizza                                           | Alexei Jagudin                                         | Elvis Stojko                                           | Michael Weiss                                          |
| 2001      | Vancouver                                       | Jewgeni Pljuschtschenko                                | Alexei Jagudin                                         | Todd Eldredge                                          |
| 2002      | Nagano                                          | Alexei Jagudin                                         | Timothy Goebel                                         | Takeshi Honda                                          |
| 2003      | Washington, D.C.                                | Jewgeni Pljuschtschenko                                | Timothy Goebel                                         | Takeshi Honda                                          |
| 2004      | Dortmund                                        | Jewgeni Pljuschtschenko                                | Brian Joubert                                          | Stefan Lindemann                                       |
| 2005      | Moskau                                          | Stéphane Lambiel                                       | Jeffrey Buttle                                         | Evan Lysacek                                           |
| 2006      | Calgary                                         | Stéphane Lambiel                                       | Brian Joubert                                          | Evan Lysacek                                           |
| 2007      | Tokio                                           | Brian Joubert                                          | Daisuke Takahashi                                      | Stéphane Lambiel                                       |
| 2008      | Göteborg                                        | Jeffrey Buttle                                         | Brian Joubert                                          | Johnny Weir                                            |
| 2009      | Los Angeles                                     | Evan Lysacek                                           | Patrick Chan                                           | Brian Joubert                                          |
| 2010      | Turin                                           | Daisuke Takahashi                                      | Patrick Chan                                           | Brian Joubert                                          |
| 2011      | Moskau                                          | Patrick Chan                                           | Takahiko Kozuka                                        | Artur Gatschinski                                      |
| 2012      | Nizza                                           | Patrick Chan                                           | Daisuke Takahashi                                      | Yuzuru Hanyū                                           |
| 2013      | London                                          | Patrick Chan                                           | Denis Ten                                              | Javier Fernández                                       |
| 2014      | Saitama                                         | Yuzuru Hanyū                                           | Tatsuki Machida                                        | Javier Fernández                                       |
| 2015      | Shanghai                                        | Javier Fernández                                       | Yuzuru Hanyū                                           | Denis Ten                                              |
| 2016      | Boston                                          | Javier Fernández                                       | Yuzuru Hanyū                                           | Jin Boyang                                             |
| 2017      | Helsinki                                        | Yuzuru Hanyū                                           | Shōma Uno                                              | Jin Boyang                                             |
| 2018      | Mailand                                         | Nathan Chen                                            | Shōma Uno                                              | Michail Koljada                                        |
| 2019      | Saitama                                         | Nathan Chen                                            | Yuzuru Hanyū                                           | Vincent Zhou                                           |
| 2020      | Montreal                                        | abgesagt wegen der COVID-19-Pandemie                   | abgesagt wegen der COVID-19-Pandemie                   | abgesagt wegen der COVID-19-Pandemie                   |
| 2021      | Stockholm                                       | Nathan Chen                                            | Yūma Kagiyama                                          | Yuzuru Hanyū                                           |
| 2022      | Montpellier                                     | Shōma Uno                                              | Yūma Kagiyama                                          | Vincent Zhou                                           |
| 2023      | Saitama                                         | Shōma Uno                                              | Cha Jun-hwan                                           | Ilia Malinin                                           |
| 2024      | Montreal                                        | Ilia Malinin                                           | Yūma Kagiyama                                          | Adam Siao Him Fa                                       |
| 2025      | Boston                                          | Ilia Malinin                                           | Michail Schaidorow                                     | Yūma Kagiyama                                          |
| 2026      | Prag                                            |                                                        |                                                        |                                                        |

### Medaillengewinnerinnen Damen
Am häufigsten mit dem Weltmeistertitel der Damen ausgezeichnet wurden US-amerikanische Eiskunstläuferinnen (26 Siege), gefolgt von ihren Kolleginnen aus Deutschland (Bundesrepublik und DDR inbegriffen) und Norwegen (je 10 Siege), Japan (8 Siege), Österreich, Russland und Ungarn (je 7 Siege). Alleinige Rekordhalterin ist die Norwegerin Sonja Henie, die zwischen 1927 und 1936 zehnmal in Folge siegreich war.

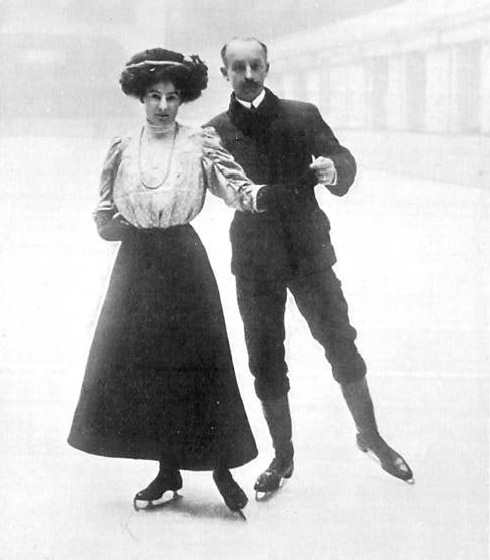
Madge Syers, erste Weltmeisterin

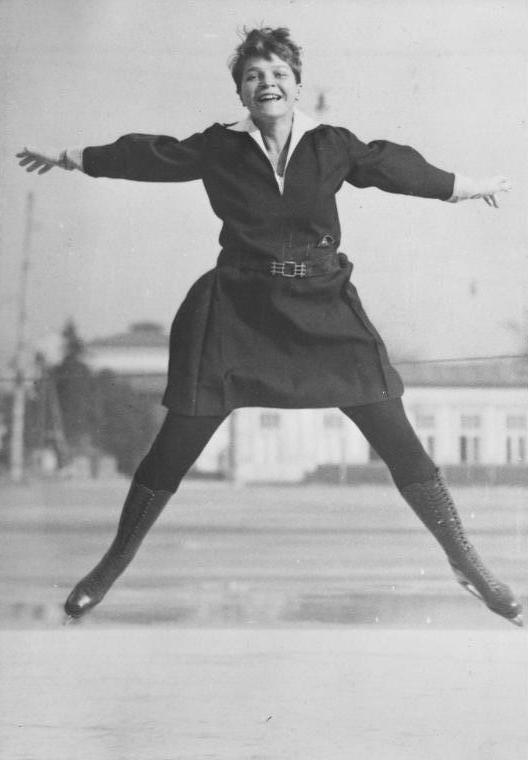
Herma Szabó

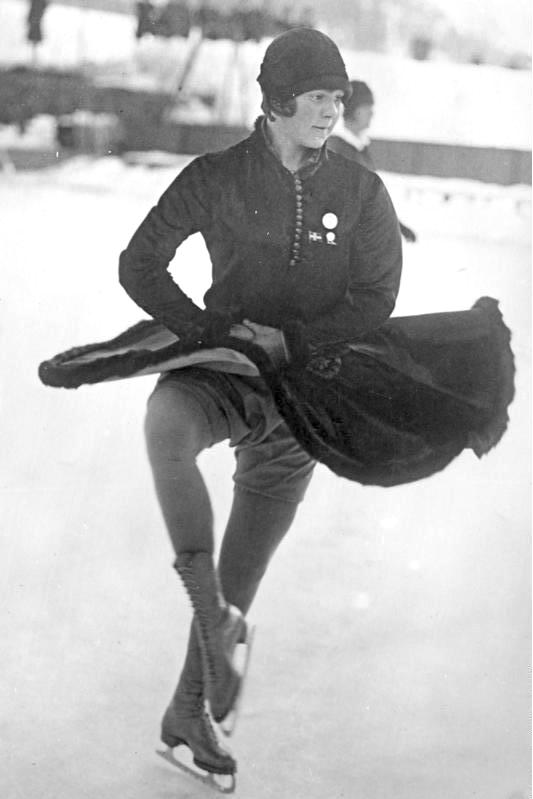
Rekordweltmeisterin Sonja Henie

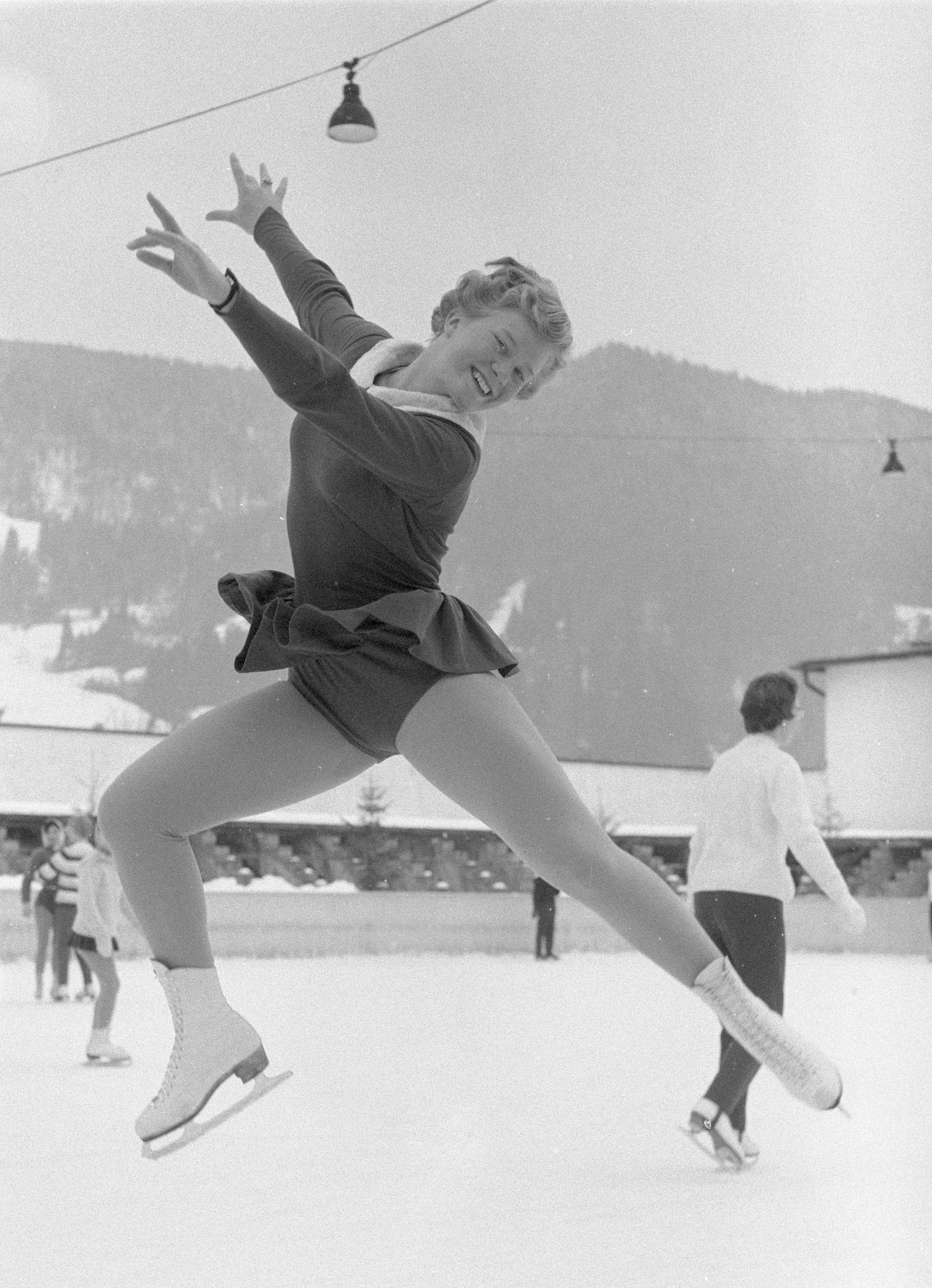
Sjoukje Dijkstra

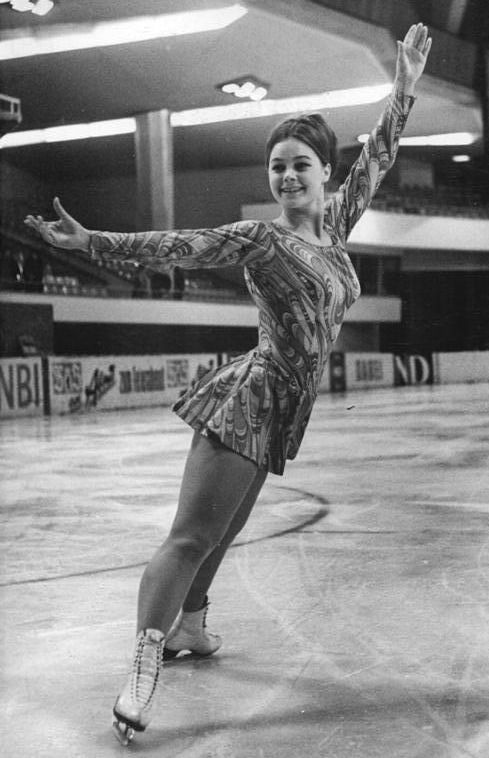
Gabriele Seyfert

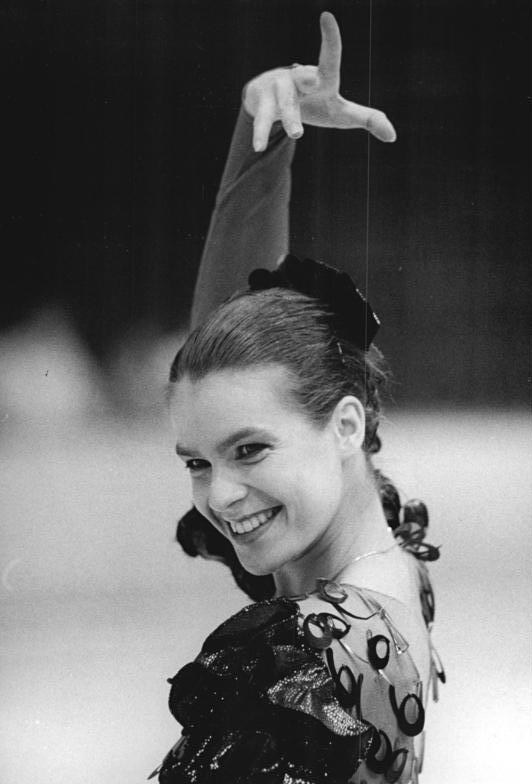
Katarina Witt

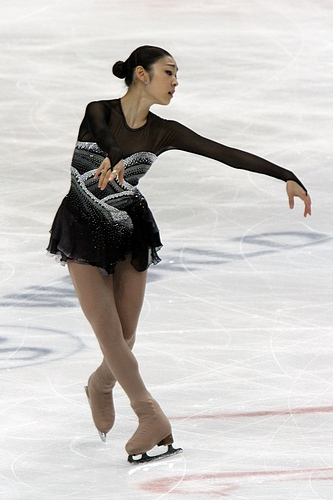
Kim Yu-na

| Jahr      | Austragungsort                                  | Gold                                                   | Silber                                                 | Bronze                                                 |
| --------- | ----------------------------------------------- | ------------------------------------------------------ | ------------------------------------------------------ | ------------------------------------------------------ |
| 1906      | Davos                                           | Madge Syers                                            | Jenny Herz                                             | Lily Kronberger                                        |
| 1907      | Wien                                            | Madge Syers                                            | Jenny Herz                                             | Lily Kronberger                                        |
| 1908      | Troppau                                         | Lily Kronberger                                        | Elsa Rendschmidt                                       | -                                                      |
| 1909      | Budapest                                        | Lily Kronberger                                        | -                                                      | -                                                      |
| 1910      | Berlin                                          | Lily Kronberger                                        | Elsa Rendschmidt                                       | -                                                      |
| 1911      | Wien                                            | Lily Kronberger                                        | Opika von Méray Horváth                                | Ludowika Eilers                                        |
| 1912      | Davos                                           | Opika von Méray Horváth                                | Dorothy Greenhough-Smith                               | Phyllis Johnson                                        |
| 1913      | Stockholm                                       | Opika von Méray Horváth                                | Phyllis Johnson                                        | Svea Norén                                             |
| 1914      | St. Moritz                                      | Opika von Méray Horváth                                | Angela Hanka                                           | Phyllis Johnson                                        |
| 1915–1921 | nicht ausgetragen wegen des Ersten Weltkrieges  | nicht ausgetragen wegen des Ersten Weltkrieges         | nicht ausgetragen wegen des Ersten Weltkrieges         | nicht ausgetragen wegen des Ersten Weltkrieges         |
| 1922      | Stockholm                                       | Herma Szabó                                            | Svea Norén                                             | Margot Moe                                             |
| 1923      | Wien                                            | Herma Szabó                                            | Gisela Reichmann                                       | Svea Norén                                             |
| 1924      | Oslo                                            | Herma Szabó                                            | Ellen Brockhöft                                        | Beatrix Loughran                                       |
| 1925      | Davos                                           | Herma Szabó                                            | Ellen Brockhöft                                        | Elisabeth Böckel                                       |
| 1926      | Stockholm                                       | Herma Szabó                                            | Sonja Henie                                            | Kathleen Shaw                                          |
| 1927      | Oslo                                            | Sonja Henie                                            | Herma Szabó                                            | Karen Simensen                                         |
| 1928      | London                                          | Sonja Henie                                            | Maribel Vinson                                         | Fritzi Burger                                          |
| 1929      | Budapest                                        | Sonja Henie                                            | Fritzi Burger                                          | Melitta Brunner                                        |
| 1930      | New York City                                   | Sonja Henie                                            | Cecil Smith                                            | Maribel Vinson                                         |
| 1931      | Berlin                                          | Sonja Henie                                            | Hilde Holovsky                                         | Fritzi Burger                                          |
| 1932      | Montreal                                        | Sonja Henie                                            | Fritzi Burger                                          | Constance Wilson-Samuel                                |
| 1933      | Stockholm                                       | Sonja Henie                                            | Vivi-Anne Hultén                                       | Hilde Holovsky                                         |
| 1934      | Oslo                                            | Sonja Henie                                            | Megan Taylor                                           | Liselotte Landbeck                                     |
| 1935      | Wien                                            | Sonja Henie                                            | Cecilia Colledge                                       | Vivi-Anne Hultén                                       |
| 1936      | Paris                                           | Sonja Henie                                            | Megan Taylor                                           | Vivi-Anne Hultén                                       |
| 1937      | London                                          | Cecilia Colledge                                       | Megan Taylor                                           | Vivi-Anne Hultén                                       |
| 1938      | Stockholm                                       | Megan Taylor                                           | Cecilia Colledge                                       | Hedy Stenuf                                            |
| 1939      | Prag                                            | Megan Taylor                                           | Hedy Stenuf                                            | Daphne Walker                                          |
| 1940–1946 | nicht ausgetragen wegen des Zweiten Weltkrieges | nicht ausgetragen wegen des Zweiten Weltkrieges        | nicht ausgetragen wegen des Zweiten Weltkrieges        | nicht ausgetragen wegen des Zweiten Weltkrieges        |
| 1947      | Stockholm                                       | Barbara Ann Scott                                      | Daphne Walker                                          | Gretchen Merrill                                       |
| 1948      | Davos                                           | Barbara Ann Scott                                      | Eva Pawlik                                             | Jiřina Nekolová                                        |
| 1949      | Paris                                           | Alena Vrzáňová                                         | Yvonne Sherman                                         | Jeannette Altwegg                                      |
| 1950      | London                                          | Alena Vrzáňová                                         | Jeannette Altwegg                                      | Yvonne Sherman                                         |
| 1951      | Mailand                                         | Jeannette Altwegg                                      | Jacqueline du Bief                                     | Sonya Klopfer                                          |
| 1952      | Paris                                           | Jacqueline du Bief                                     | Sonya Klopfer                                          | Virginia Baxter                                        |
| 1953      | Davos                                           | Tenley Albright                                        | Gundi Busch                                            | Valda Osborn                                           |
| 1954      | Oslo                                            | Gundi Busch                                            | Tenley Albright                                        | Erica Batchelor                                        |
| 1955      | Wien                                            | Tenley Albright                                        | Carol Heiss                                            | Hanna Eigel                                            |
| 1956      | Garmisch-Partenkirchen                          | Carol Heiss                                            | Tenley Albright                                        | Ingrid Wendl                                           |
| 1957      | Colorado Springs                                | Carol Heiss                                            | Hanna Eigel                                            | Ingrid Wendl                                           |
| 1958      | Paris                                           | Carol Heiss                                            | Ingrid Wendl                                           | Hanna Walter                                           |
| 1959      | Colorado Springs                                | Carol Heiss                                            | Hanna Walter                                           | Sjoukje Dijkstra                                       |
| 1960      | Vancouver                                       | Carol Heiss                                            | Sjoukje Dijkstra                                       | Barbara Ann Roles                                      |
| 1961      | Prag                                            | abgesagt wegen des Flugzeugabsturzes der US-Mannschaft | abgesagt wegen des Flugzeugabsturzes der US-Mannschaft | abgesagt wegen des Flugzeugabsturzes der US-Mannschaft |
| 1962      | Prag                                            | Sjoukje Dijkstra                                       | Wendy Griner                                           | Regine Heitzer                                         |
| 1963      | Cortina d’Ampezzo                               | Sjoukje Dijkstra                                       | Regine Heitzer                                         | Nicole Hassler                                         |
| 1964      | Dortmund                                        | Sjoukje Dijkstra                                       | Regine Heitzer                                         | Petra Burka                                            |
| 1965      | Colorado Springs                                | Petra Burka                                            | Regine Heitzer                                         | Peggy Fleming                                          |
| 1966      | Davos                                           | Peggy Fleming                                          | Gabriele Seyfert                                       | Petra Burka                                            |
| 1967      | Wien                                            | Peggy Fleming                                          | Gabriele Seyfert                                       | Hana Mašková                                           |
| 1968      | Genf                                            | Peggy Fleming                                          | Gabriele Seyfert                                       | Hana Mašková                                           |
| 1969      | Colorado Springs                                | Gabriele Seyfert                                       | Beatrix Schuba                                         | Zsuzsa Almássy                                         |
| 1970      | Ljubljana                                       | Gabriele Seyfert                                       | Beatrix Schuba                                         | Julie Lynn Holmes                                      |
| 1971      | Lyon                                            | Beatrix Schuba                                         | Julie Lynn Holmes                                      | Karen Magnussen                                        |
| 1972      | Calgary                                         | Beatrix Schuba                                         | Karen Magnussen                                        | Janet Lynn                                             |
| 1973      | Bratislava                                      | Karen Magnussen                                        | Janet Lynn                                             | Christine Errath                                       |
| 1974      | München                                         | Christine Errath                                       | Dorothy Hamill                                         | Dianne de Leeuw                                        |
| 1975      | Colorado Springs                                | Dianne de Leeuw                                        | Dorothy Hamill                                         | Christine Errath                                       |
| 1976      | Göteborg                                        | Dorothy Hamill                                         | Christine Errath                                       | Dianne de Leeuw                                        |
| 1977      | Tokio                                           | Linda Fratianne                                        | Anett Pötzsch                                          | Dagmar Lurz                                            |
| 1978      | Ottawa                                          | Anett Pötzsch                                          | Linda Fratianne                                        | Susanna Driano                                         |
| 1979      | Wien                                            | Linda Fratianne                                        | Anett Pötzsch                                          | Emi Watanabe                                           |
| 1980      | Dortmund                                        | Anett Pötzsch                                          | Dagmar Lurz                                            | Linda Fratianne                                        |
| 1981      | Hartford                                        | Denise Biellmann                                       | Elaine Zayak                                           | Claudia Kristofics-Binder                              |
| 1982      | Kopenhagen                                      | Elaine Zayak                                           | Katarina Witt                                          | Claudia Kristofics-Binder                              |
| 1983      | Helsinki                                        | Rosalynn Sumners                                       | Claudia Leistner                                       | Jelena Wodoresowa                                      |
| 1984      | Ottawa                                          | Katarina Witt                                          | Anna Kondraschowa                                      | Elaine Zayak                                           |
| 1985      | Tokio                                           | Katarina Witt                                          | Kira Iwanowa                                           | Tiffany Chin                                           |
| 1986      | Genf                                            | Debi Thomas                                            | Katarina Witt                                          | Tiffany Chin                                           |
| 1987      | Cincinnati                                      | Katarina Witt                                          | Debi Thomas                                            | Caryn Kadavy                                           |
| 1988      | Budapest                                        | Katarina Witt                                          | Elizabeth Manley                                       | Debi Thomas                                            |
| 1989      | Paris                                           | Midori Itō                                             | Claudia Leistner                                       | Jill Trenary                                           |
| 1990      | Halifax                                         | Jill Trenary                                           | Midori Itō                                             | Holly Cook                                             |
| 1991      | München                                         | Kristi Yamaguchi                                       | Tonya Harding                                          | Nancy Kerrigan                                         |
| 1992      | Oakland                                         | Kristi Yamaguchi                                       | Nancy Kerrigan                                         | Chen Lu                                                |
| 1993      | Prag                                            | Oksana Bajul                                           | Surya Bonaly                                           | Chen Lu                                                |
| 1994      | Chiba                                           | Yuka Satō                                              | Surya Bonaly                                           | Tanja Szewczenko                                       |
| 1995      | Birmingham                                      | Chen Lu                                                | Surya Bonaly                                           | Nicole Bobek                                           |
| 1996      | Edmonton                                        | Michelle Kwan                                          | Chen Lu                                                | Irina Sluzkaja                                         |
| 1997      | Lausanne                                        | Tara Lipinski                                          | Michelle Kwan                                          | Vanessa Gusmeroli                                      |
| 1998      | Minneapolis                                     | Michelle Kwan                                          | Irina Sluzkaja                                         | Marija Butyrskaja                                      |
| 1999      | Helsinki                                        | Marija Butyrskaja                                      | Michelle Kwan                                          | Julija Soldatowa                                       |
| 2000      | Nizza                                           | Michelle Kwan                                          | Irina Sluzkaja                                         | Marija Butyrskaja                                      |
| 2001      | Vancouver                                       | Michelle Kwan                                          | Irina Sluzkaja                                         | Sarah Hughes                                           |
| 2002      | Nagano                                          | Irina Sluzkaja                                         | Michelle Kwan                                          | Fumie Suguri                                           |
| 2003      | Washington, D.C.                                | Michelle Kwan                                          | Jelena Sokolowa                                        | Fumie Suguri                                           |
| 2004      | Dortmund                                        | Shizuka Arakawa                                        | Sasha Cohen                                            | Michelle Kwan                                          |
| 2005      | Moskau                                          | Irina Sluzkaja                                         | Sasha Cohen                                            | Carolina Kostner                                       |
| 2006      | Calgary                                         | Kimmie Meissner                                        | Fumie Suguri                                           | Sasha Cohen                                            |
| 2007      | Tokio                                           | Miki Andō                                              | Mao Asada                                              | Kim Yuna                                               |
| 2008      | Göteborg                                        | Mao Asada                                              | Carolina Kostner                                       | Kim Yuna                                               |
| 2009      | Los Angeles                                     | Kim Yuna                                               | Joannie Rochette                                       | Miki Andō                                              |
| 2010      | Turin                                           | Mao Asada                                              | Kim Yuna                                               | Laura Lepistö                                          |
| 2011      | Moskau                                          | Miki Andō                                              | Kim Yuna                                               | Carolina Kostner                                       |
| 2012      | Nizza                                           | Carolina Kostner                                       | Aljona Leonowa                                         | Akiko Suzuki                                           |
| 2013      | London                                          | Kim Yuna                                               | Carolina Kostner                                       | Mao Asada                                              |
| 2014      | Saitama                                         | Mao Asada                                              | Julija Lipnizkaja                                      | Carolina Kostner                                       |
| 2015      | Shanghai                                        | Jelisaweta Tuktamyschewa                               | Satoko Miyahara                                        | Jelena Radionowa                                       |
| 2016      | Boston                                          | Jewgenija Medwedewa                                    | Ashley Wagner                                          | Anna Pogorilaja                                        |
| 2017      | Helsinki                                        | Jewgenija Medwedewa                                    | Kaetlyn Osmond                                         | Gabrielle Daleman                                      |
| 2018      | Mailand                                         | Kaetlyn Osmond                                         | Wakaba Higuchi                                         | Satoko Miyahara                                        |
| 2019      | Saitama                                         | Alina Sagitowa                                         | Elisabet Tursynbajewa                                  | Jewgenija Medwedewa                                    |
| 2020      | Montréal                                        | abgesagt wegen der COVID-19-Pandemie                   | abgesagt wegen der COVID-19-Pandemie                   | abgesagt wegen der COVID-19-Pandemie                   |
| 2021      | Stockholm                                       | Anna Schtscherbakowa                                   | Jelisaweta Tuktamyschewa                               | Alexandra Trussowa                                     |
| 2022      | Montpellier                                     | Kaori Sakamoto                                         | Loena Hendrickx                                        | Alysa Liu                                              |
| 2023      | Saitama                                         | Kaori Sakamoto                                         | Lee Hae-in                                             | Loena Hendrickx                                        |
| 2024      | Montreal                                        | Kaori Sakamoto                                         | Isabeau Levito                                         | Kim Chae-yeon                                          |
| 2025      | Boston                                          | Alysa Liu                                              | Kaori Sakamoto                                         | Mone Chiba                                             |
| 2026      | Prag                                            |                                                        |                                                        |                                                        |

## Medaillengewinner Paarlauf
Am häufigsten mit dem Weltmeistertitel im Paarlauf ausgezeichnet wurden Paarläufer aus Russland (Sowjetunion inbegriffen) mit 32 Siegen, gefolgt von ihren Kollegen aus Deutschland (Bundesrepublik und DDR inbegriffen) mit 19 Siegen und Kanada mit 12 Siegen. Alleinige Rekordhalter sind Irina Rodnina und Alexander Saizew, die für die Sowjetunion startend, von 1973 bis 1978 sechsmal in Folge siegreich waren.
| Jahr      | Austragungsort                                  | Gold                                                   | Silber                                                 | Bronze                                                 |
| --------- | ----------------------------------------------- | ------------------------------------------------------ | ------------------------------------------------------ | ------------------------------------------------------ |
| 1908      | Sankt Petersburg                                | Anna Hübler, Heinrich Burger                           | Phyllis Johnson, James H. Johnson                      | A. L. Fischer, L. P. Popowa                            |
| 1909      | Stockholm                                       | Phyllis Johnson, James H. Johnson                      | Valborg Lindahl, Nils Rosenius                         | Gertrud Ström, Richard Johansson                       |
| 1910      | Berlin                                          | Anna Hübler, Heinrich Burger                           | Ludowika Eilers, Walter Jakobsson                      | Phyllis Johnson, James H. Johnson                      |
| 1911      | Wien                                            | Ludowika Eilers, Walter Jakobsson                      | -                                                      | -                                                      |
| 1912      | Manchester                                      | Phyllis Johnson, James H. Johnson                      | Ludowika Jakobsson, Walter Jakobsson                   | Alexia Schøien, Yngvar Bryn                            |
| 1913      | Stockholm                                       | Helene Engelmann, Karl Mejstrik                        | Ludowika Jakobsson, Walter Jakobsson                   | Christa von Szabó, Leo Horwitz                         |
| 1914      | St. Moritz                                      | Ludowika Jakobsson, Walter Jakobsson                   | Helene Engelmann, Karl Mejstrik                        | Christa von Szabó, Leo Horwitz                         |
| 1915–1921 | nicht ausgetragen wegen des Ersten Weltkrieges  | nicht ausgetragen wegen des Ersten Weltkrieges         | nicht ausgetragen wegen des Ersten Weltkrieges         | nicht ausgetragen wegen des Ersten Weltkrieges         |
| 1922      | Davos                                           | Helene Engelmann, Alfred Berger                        | Ludowika Jakobsson, Walter Jakobsson                   | Margarete Metzner, Paul Metzner                        |
| 1923      | Kristiania                                      | Ludowika Jakobsson, Walter Jakobsson                   | Alexia Bryn, Yngvar Bryn                               | Elna Henrikson, Kaj af Ekström                         |
| 1924      | Manchester                                      | Helene Engelmann, Alfred Berger                        | Ethel Muckelt, John Page                               | Elna Henrikson, Kaj af Ekström                         |
| 1925      | Wien                                            | Herma Szabó, Ludwig Wrede                              | Andrée Joly, Pierre Brunet                             | Lilly Scholz, Otto Kaiser                              |
| 1926      | Berlin                                          | Andrée Joly, Pierre Brunet                             | Lilly Scholz, Otto Kaiser                              | Herma Szabó, Ludwig Wrede                              |
| 1927      | Wien                                            | Herma Szabó, Ludwig Wrede                              | Lilly Scholz, Otto Kaiser                              | Else Hoppe, Oscar Hoppe                                |
| 1928      | London                                          | Andrée Joly, Pierre Brunet                             | Lilly Scholz, Otto Kaiser                              | Melitta Brunner, Ludwig Wrede                          |
| 1929      | Budapest                                        | Lilly Scholz, Otto Kaiser                              | Melitta Brunner, Ludwig Wrede                          | Olga Orgonista, Sándor Szalay                          |
| 1930      | New York                                        | Andrée Brunet, Pierre Brunet                           | Melitta Brunner, Ludwig Wrede                          | Beatrix Loughran, Sherwin Badger                       |
| 1931      | Berlin                                          | Emília Rotter, László Szollás                          | Olga Orgonista, Sándor Szalay                          | Idi Papez, Karl Zwack                                  |
| 1932      | Montreal                                        | Andrée Brunet, Pierre Brunet                           | Emília Rotter, László Szollás                          | Beatrix Loughran, Sherwin Badger                       |
| 1933      | Stockholm                                       | Emília Rotter, László Szollás                          | Idi Papez, Karl Zwack                                  | Randi Bakke, Christen Christensen                      |
| 1934      | Helsinki                                        | Emília Rotter, László Szollás                          | Idi Papez, Karl Zwack                                  | Maxi Herber, Ernst Baier                               |
| 1935      | Budapest                                        | Emília Rotter, László Szollás                          | Ilse Pausin, Erik Pausin                               | Lucy Galló, Rezső Dillinger                            |
| 1936      | Paris                                           | Maxi Herber, Ernst Baier                               | Ilse Pausin, Erik Pausin                               | Violet Cliff, Leslie Cliff                             |
| 1937      | London                                          | Maxi Herber, Ernst Baier                               | Ilse Pausin, Erik Pausin                               | Violet Cliff, Leslie Cliff                             |
| 1938      | Berlin                                          | Maxi Herber, Ernst Baier                               | Ilse Pausin, Erik Pausin                               | Inge Koch, Günther Noack                               |
| 1939      | Budapest                                        | Maxi Herber, Ernst Baier                               | Ilse Pausin, Erik Pausin                               | Inge Koch, Günther Noack                               |
| 1940–1946 | nicht ausgetragen wegen des Zweiten Weltkrieges | nicht ausgetragen wegen des Zweiten Weltkrieges        | nicht ausgetragen wegen des Zweiten Weltkrieges        | nicht ausgetragen wegen des Zweiten Weltkrieges        |
| 1947      | Stockholm                                       | Micheline Lannoy, Pierre Baugniet                      | Karol Kennedy, Peter Kennedy                           | Suzanne Diskeuve, Edmond Verbustel                     |
| 1948      | Davos                                           | Micheline Lannoy, Pierre Baugniet                      | Andrea Kékesy, Ede Király                              | Suzanne Morrow, Wallace Diestelmeyer                   |
| 1949      | Paris                                           | Andrea Kékesy, Ede Király                              | Karol Kennedy, Peter Kennedy                           | Anne Davies, Carleton Hoffner                          |
| 1950      | London                                          | Karol Kennedy, Peter Kennedy                           | Jennifer Nicks, John Nicks                             | Marianna Nagy, László Nagy                             |
| 1951      | Mailand                                         | Ria Baran, Paul Falk                                   | Karol Kennedy, Peter Kennedy                           | Jennifer Nicks, John Nicks                             |
| 1952      | Paris                                           | Ria Falk, Paul Falk                                    | Karol Kennedy, Peter Kennedy                           | Jennifer Nicks, John Nicks                             |
| 1953      | Davos                                           | Jennifer Nicks, John Nicks                             | Frances Dafoe, Norris Bowden                           | Marianna Nagy, László Nagy                             |
| 1954      | Oslo                                            | Frances Dafoe, Norris Bowden                           | Silvia Grandjean, Michel Grandjean                     | Sissy Schwarz, Kurt Oppelt                             |
| 1955      | Wien                                            | Frances Dafoe, Norris Bowden                           | Sissy Schwarz, Kurt Oppelt                             | Marianna Nagy, László Nagy                             |
| 1956      | Garmisch-Partenkirchen                          | Sissy Schwarz, Kurt Oppelt                             | Frances Dafoe, Norris Bowden                           | Marika Kilius, Franz Ningel                            |
| 1957      | Colorado Springs                                | Barbara Wagner, Robert Paul                            | Marika Kilius, Franz Ningel                            | Maria Jelinek, Otto Jelinek                            |
| 1958      | Paris                                           | Barbara Wagner, Robert Paul                            | Věra Suchánková, Zdeněk Doležal                        | Maria Jelinek, Otto Jelinek                            |
| 1959      | Colorado Springs                                | Barbara Wagner, Robert Paul                            | Marika Kilius, Hans-Jürgen Bäumler                     | Nancy Ludington, Ronald Ludington                      |
| 1960      | Vancouver                                       | Barbara Wagner, Robert Paul                            | Maria Jelinek, Otto Jelinek                            | Marika Kilius, Hans-Jürgen Bäumler                     |
| 1961      | Prag                                            | abgesagt wegen des Flugzeugabsturzes der US-Mannschaft | abgesagt wegen des Flugzeugabsturzes der US-Mannschaft | abgesagt wegen des Flugzeugabsturzes der US-Mannschaft |
| 1962      | Prag                                            | Maria Jelinek, Otto Jelinek                            | Ljudmila Beloussowa, Oleg Protopopow                   | Margret Göbl, Franz Ningel                             |
| 1963      | Cortina d’Ampezzo                               | Marika Kilius, Hans-Jürgen Bäumler                     | Ljudmila Beloussowa, Oleg Protopopow                   | Tatjana Schuk, Alexander Gawrilow                      |
| 1964      | Dortmund                                        | Marika Kilius, Hans-Jürgen Bäumler                     | Ljudmila Beloussowa, Oleg Protopopow                   | Debbi Wilkes, Guy Revell                               |
| 1965      | Colorado Springs                                | Ljudmila Beloussowa, Oleg Protopopow                   | Vivian Joseph, Ronald Joseph                           | Tatjana Schuk, Alexander Gorelik                       |
| 1966      | Davos                                           | Ljudmila Beloussowa, Oleg Protopopow                   | Tatjana Schuk, Alexander Gorelik                       | Cynthia Kauffman, Ronald Kauffman                      |
| 1967      | Wien                                            | Ljudmila Beloussowa, Oleg Protopopow                   | Margot Glockshuber, Wolfgang Danne                     | Cynthia Kauffman, Ronald Kauffman                      |
| 1968      | Genf                                            | Ljudmila Beloussowa, Oleg Protopopow                   | Tatjana Schuk, Alexander Gorelik                       | Cynthia Kauffman, Ronald Kauffman                      |
| 1969      | Colorado Springs                                | Irina Rodnina, Alexei Ulanow                           | Tamara Moskwina, Alexei Mischin                        | Ljudmila Beloussowa, Oleg Protopopow                   |
| 1970      | Ljubljana                                       | Irina Rodnina, Alexei Ulanow                           | Ljudmila Smirnowa, Andrei Suraikin                     | Heidemarie Steiner, Heinz-Ulrich Walther               |
| 1971      | Lyon                                            | Irina Rodnina, Alexei Ulanow                           | Ljudmila Smirnowa, Andrei Suraikin                     | Alicia Jo Starbuck, Kenneth Shelley                    |
| 1972      | Calgary                                         | Irina Rodnina, Alexei Ulanow                           | Ljudmila Smirnowa, Andrei Suraikin                     | Alicia Jo Starbuck, Kenneth Shelley                    |
| 1973      | Bratislava                                      | Irina Rodnina, Alexander Saizew                        | Ljudmila Smirnowa, Alexei Ulanow                       | Manuela Groß, Uwe Kagelmann                            |
| 1974      | München                                         | Irina Rodnina, Alexander Saizew                        | Ljudmila Smirnowa, Alexei Ulanow                       | Romy Kermer, Rolf Oesterreich                          |
| 1975      | Colorado Springs                                | Irina Rodnina, Alexander Saizew                        | Romy Kermer, Rolf Oesterreich                          | Manuela Groß, Uwe Kagelmann                            |
| 1976      | Göteborg                                        | Irina Rodnina, Alexander Saizew                        | Romy Kermer, Rolf Oesterreich                          | Irina Worobjowa, Alexander Wlassow                     |
| 1977      | Tokio                                           | Irina Rodnina, Alexander Saizew                        | Irina Worobjowa, Alexander Wlassow                     | Tai Babilonia, Randy Gardner                           |
| 1978      | Ottawa                                          | Irina Rodnina, Alexander Saizew                        | Manuela Mager, Uwe Bewersdorf                          | Tai Babilonia, Randy Gardner                           |
| 1979      | Wien                                            | Tai Babilonia, Randy Gardner                           | Marina Tscherkassowa, Sergei Schachrai                 | Sabine Baeß, Tassilo Thierbach                         |
| 1980      | Dortmund                                        | Marina Tscherkassowa, Sergei Schachrai                 | Manuela Mager, Uwe Bewersdorf                          | Marina Pestowa, Stanislaw Leonowitsch                  |
| 1981      | Hartford                                        | Irina Worobjowa, Igor Lissowski                        | Sabine Baeß, Tassilo Thierbach                         | Christina Riegel, Andreas Nischwitz                    |
| 1982      | Kopenhagen                                      | Sabine Baeß, Tassilo Thierbach                         | Marina Pestowa, Stanislaw Leonowitsch                  | Caitlin Carruthers, Peter Carruthers                   |
| 1983      | Helsinki                                        | Jelena Walowa, Oleg Wassiljew                          | Sabine Baeß, Tassilo Thierbach                         | Barbara Underhill, Paul Martini                        |
| 1984      | Ottawa                                          | Barbara Underhill, Paul Martini                        | Jelena Walowa, Oleg Wassiljew                          | Sabine Baeß, Tassilo Thierbach                         |
| 1985      | Tokio                                           | Jelena Walowa, Oleg Wassiljew                          | Larissa Selesnjowa, Oleg Makarow                       | Katherina Matousek, Lloyd Eisler                       |
| 1986      | Genf                                            | Jekaterina Gordejewa, Sergei Grinkow                   | Jelena Walowa, Oleg Wassiljew                          | Cynthia Coull, Mark Rowsom                             |
| 1987      | Cincinnati                                      | Jekaterina Gordejewa, Sergei Grinkow                   | Jelena Walowa, Oleg Wassiljew                          | Jill Watson, Peter Oppegard                            |
| 1988      | Budapest                                        | Jelena Walowa, Oleg Wassiljew                          | Jekaterina Gordejewa, Sergei Grinkow                   | Larissa Selesnjowa, Oleg Makarow                       |
| 1989      | Paris                                           | Jekaterina Gordejewa, Sergei Grinkow                   | Cindy Landry, Lyndon Johnston                          | Jelena Betschke, Denis Petrow                          |
| 1990      | Halifax                                         | Jekaterina Gordejewa, Sergei Grinkow                   | Isabelle Brasseur, Lloyd Eisler                        | Natalja Mischkutjonok, Artur Dmitrijew                 |
| 1991      | München                                         | Natalja Mischkutjonok, Artur Dmitrijew                 | Isabelle Brasseur, Lloyd Eisler                        | Natasha Kuchiki, Todd Sand                             |
| 1992      | Oakland                                         | Natalja Mischkutjonok, Artur Dmitrijew                 | Radka Kovaříková, René Novotný                         | Isabelle Brasseur, Lloyd Eisler                        |
| 1993      | Prag                                            | Isabelle Brasseur, Lloyd Eisler                        | Mandy Wötzel, Ingo Steuer                              | Jewgenija Schischkowa, Wadim Naumow                    |
| 1994      | Chiba                                           | Jewgenija Schischkowa, Wadim Naumow                    | Isabelle Brasseur, Lloyd Eisler                        | Marina Jelzowa, Andrei Buschkow                        |
| 1995      | Birmingham                                      | Radka Kovaříková, René Novotný                         | Jewgenija Schischkowa, Wadim Naumow                    | Jenni Meno, Todd Sand                                  |
| 1996      | Edmonton                                        | Marina Jelzowa, Andrei Buschkow                        | Mandy Wötzel, Ingo Steuer                              | Jenni Meno, Todd Sand                                  |
| 1997      | Lausanne                                        | Mandy Wötzel, Ingo Steuer                              | Marina Jelzowa, Andrei Buschkow                        | Oxana Kasakowa, Artur Dmitrijew                        |
| 1998      | Minneapolis                                     | Jelena Bereschnaja, Anton Sicharulidse                 | Jenni Meno, Todd Sand                                  | Peggy Schwarz, Mirko Müller                            |
| 1999      | Helsinki                                        | Jelena Bereschnaja, Anton Sicharulidse                 | Shen Xue, Zhao Hongbo                                  | Dorota Siudek, Mariusz Siudek                          |
| 2000      | Nizza                                           | Marija Petrowa, Alexei Tichonow                        | Shen Xue, Zhao Hongbo                                  | Sarah Abitbol, Stéphane Bernadis                       |
| 2001      | Vancouver                                       | Jamie Salé, David Pelletier                            | Jelena Bereschnaja, Anton Sicharulidse                 | Shen Xue, Zhao Hongbo                                  |
| 2002      | Nagano                                          | Shen Xue, Zhao Hongbo                                  | Tatjana Totmjanina, Maxim Marinin                      | Kyoko Ina, John Zimmerman                              |
| 2003      | Washington, D.C.                                | Shen Xue, Zhao Hongbo                                  | Tatjana Totmjanina, Maxim Marinin                      | Marija Petrowa, Alexei Tichonow                        |
| 2004      | Dortmund                                        | Tatjana Totmjanina, Maxim Marinin                      | Shen Xue, Zhao Hongbo                                  | Pang Qing, Tong Jian                                   |
| 2005      | Moskau                                          | Tatjana Totmjanina, Maxim Marinin                      | Marija Petrowa, Alexei Tichonow                        | Zhang Dan, Zhang Hao                                   |
| 2006      | Calgary                                         | Pang Qing, Tong Jian                                   | Zhang Dan, Zhang Hao                                   | Marija Petrowa, Alexei Tichonow                        |
| 2007      | Tokio                                           | Shen Xue, Zhao Hongbo                                  | Pang Qing, Tong Jian                                   | Aljona Savchenko, Robin Szolkowy                       |
| 2008      | Göteborg                                        | Aljona Savchenko, Robin Szolkowy                       | Zhang Dan, Zhang Hao                                   | Jessica Dubé, Bryce Davison                            |
| 2009      | Los Angeles                                     | Aljona Savchenko, Robin Szolkowy                       | Zhang Dan, Zhang Hao                                   | Juko Kawaguti, Alexander Smirnow                       |
| 2010      | Turin                                           | Pang Qing, Tong Jian                                   | Aljona Savchenko, Robin Szolkowy                       | Juko Kawaguti, Alexander Smirnow                       |
| 2011      | Moskau                                          | Aljona Savchenko, Robin Szolkowy                       | Tatjana Wolossoschar, Maxim Trankow                    | Pang Qing, Tong Jian                                   |
| 2012      | Nizza                                           | Aljona Savchenko, Robin Szolkowy                       | Tatjana Wolossoschar, Maxim Trankow                    | Narumi Takahashi, Mervin Tran                          |
| 2013      | London                                          | Tatjana Wolossoschar, Maxim Trankow                    | Aljona Savchenko, Robin Szolkowy                       | Meagan Duhamel, Eric Radford                           |
| 2014      | Saitama                                         | Aljona Savchenko, Robin Szolkowy                       | Xenija Stolbowa, Fjodor Klimow                         | Meagan Duhamel, Eric Radford                           |
| 2015      | Shanghai                                        | Meagan Duhamel, Eric Radford                           | Sui Wenjing, Han Cong                                  | Pang Qing, Tong Jian                                   |
| 2016      | Boston                                          | Meagan Duhamel, Eric Radford                           | Sui Wenjing, Han Cong                                  | Aljona Savchenko, Bruno Massot                         |
| 2017      | Helsinki                                        | Sui Wenjing, Han Cong                                  | Aljona Savchenko, Bruno Massot                         | Jewgenija Tarassowa, Wladimir Morosow                  |
| 2018      | Mailand                                         | Aljona Savchenko, Bruno Massot                         | Jewgenija Tarassowa, Wladimir Morosow                  | Vanessa James, Morgan Ciprès                           |
| 2019      | Saitama                                         | Sui Wenjing, Han Cong                                  | Jewgenija Tarassowa, Wladimir Morosow                  | Natalja Sabijako, Alexander Enbert                     |
| 2020      | Montreal                                        | abgesagt wegen der COVID-19-Pandemie                   | abgesagt wegen der COVID-19-Pandemie                   | abgesagt wegen der COVID-19-Pandemie                   |
| 2021      | Stockholm                                       | Anastassija Mischina, Alexander Galljamow              | Sui Wenjing, Han Cong                                  | Alexandra Boikowa, Dmitri Koslowski                    |
| 2022      | Montpellier                                     | Alexa Knierim, Brandon Frazier                         | Riku Miura, Ryūichi Kihara                             | Vanessa James, Eric Radford                            |
| 2023      | Saitama                                         | Riku Miura, Ryūichi Kihara                             | Alexa Knierim, Brandon Frazier                         | Sara Conti, Niccolo Macii                              |
| 2024      | Montreal                                        | Deanna Stellato-Dudek, Maxime Deschamps                | Riku Miura, Ryūichi Kihara                             | Minerva-Fabienne Hase, Nikita Wolodin                  |
| 2025      | Boston                                          | Riku Miura, Ryūichi Kihara                             | Minerva-Fabienne Hase, Nikita Wolodin                  | Sara Conti, Niccolo Macii                              |
| 2026      | Prag                                            |                                                        |                                                        |                                                        |

## Medaillengewinner Eistanz
Am häufigsten mit dem Weltmeistertitel im Eistanz ausgezeichnet wurden Eistänzer aus Russland (Sowjetunion inbegriffen) mit 28 Siegen, gefolgt von ihren Kollegen aus dem Vereinigten Königreich mit 17 Siegen. Alleinige Rekordhalter sind Ljudmila Pachomowa und Alexander Gorschkow, die für die Sowjetunion startend, von 1970 bis 1974 und 1976 sechsmal gewann.
| Jahr | Austragungsort         | Gold                                                   | Silber                                                 | Bronze                                                 |
| ---- | ---------------------- | ------------------------------------------------------ | ------------------------------------------------------ | ------------------------------------------------------ |
| 1952 | Paris                  | Jean Westwood, Lawrence Demmy                          | Joan Dewhirst, John Slater                             | Carol Peters, Daniel Ryan                              |
| 1953 | Davos                  | Jean Westwood, Lawrence Demmy                          | Joan Dewhirst, John Slater                             | Carol Peters, Daniel Ryan                              |
| 1954 | Oslo                   | Jean Westwood, Lawrence Demmy                          | Nesta Davies, Paul Thomas                              | Carmel Bodel, Edward Bodel                             |
| 1955 | Wien                   | Jean Westwood, Lawrence Demmy                          | Pamela Weight, Paul Thomas                             | Barbara Radford, Raymond Lockwood                      |
| 1956 | Garmisch-Partenkirchen | Pamela Weight, Paul Thomas                             | June Markham, Courtney Jones                           | Barbara Thompson, Gerard Rigby                         |
| 1957 | Colorado Springs       | June Markham, Courtney Jones                           | Geraldine Fenton, William McLachlan                    | Sharon McKenzie, Bert Wright                           |
| 1958 | Paris                  | June Markham, Courtney Jones                           | Geraldine Fenton, William McLachlan                    | Andrée Anderson, Donald Jacoby                         |
| 1959 | Colorado Springs       | Doreen Denny, Courtney Jones                           | Andrée Jacoby, Donald Jacoby                           | Geraldine Fenton, William McLachlan                    |
| 1960 | Vancouver              | Doreen Denny, Courtney Jones                           | Virginia Thompson, William McLachlan                   | Christiane Guhel, Jean Paul Guhel                      |
| 1961 | Prag                   | abgesagt wegen des Flugzeugabsturzes der US-Mannschaft | abgesagt wegen des Flugzeugabsturzes der US-Mannschaft | abgesagt wegen des Flugzeugabsturzes der US-Mannschaft |
| 1962 | Prag                   | Eva Romanová, Pavel Roman                              | Christiane Guhel, Jean Paul Guhel                      | Virginia Thompson, William McLachlan                   |
| 1963 | Cortina d’Ampezzo      | Eva Romanová, Pavel Roman                              | Linda Shearman, Michael Phillips                       | Paulette Doan, Kenneth Ormsby                          |
| 1964 | Dortmund               | Eva Romanová, Pavel Roman                              | Paulette Doan, Kenneth Ormsby                          | Janet Sawbridge, David Hickinbottom                    |
| 1965 | Colorado Springs       | Eva Romanová, Pavel Roman                              | Janet Sawbridge, David Hickinbottom                    | Lorna Dyer, John Carrell                               |
| 1966 | Davos                  | Diane Towler, Bernard Ford                             | Kristin Fortune, Dennis Sveum                          | Lorna Dyer, John Carrell                               |
| 1967 | Wien                   | Diane Towler, Bernard Ford                             | Lorna Dyer, John Carrell                               | Yvonne Suddick, Malcolm Cannon                         |
| 1968 | Genf                   | Diane Towler, Bernard Ford                             | Yvonne Suddick, Malcolm Cannon                         | Janet Sawbridge, Jon Lane                              |
| 1969 | Colorado Springs       | Diane Towler, Bernard Ford                             | Ljudmila Pachomowa, Alexander Gorschkow                | Judy Schwomeyer, James Sladky                          |
| 1970 | Ljubljana              | Ljudmila Pachomowa, Alexander Gorschkow                | Judy Schwomeyer, James Sladky                          | Angelika Buck, Erich Buck                              |
| 1971 | Lyon                   | Ljudmila Pachomowa, Alexander Gorschkow                | Angelika Buck, Erich Buck                              | Judy Schwomeyer, James Sladky                          |
| 1972 | Calgary                | Ljudmila Pachomowa, Alexander Gorschkow                | Angelika Buck, Erich Buck                              | Judy Schwomeyer, James Sladky                          |
| 1973 | Bratislava             | Ljudmila Pachomowa, Alexander Gorschkow                | Angelika Buck, Erich Buck                              | Hilary Green, Glyn Watts                               |
| 1974 | München                | Ljudmila Pachomowa, Alexander Gorschkow                | Hilary Green, Glyn Watts                               | Natalja Linitschuk Gennadi Karponossow                 |
| 1975 | Colorado Springs       | Irina Moissejewa, Andrei Minenkow                      | Colleen O’Connor, James Millns                         | Hilary Green, Glyn Watts                               |
| 1976 | Göteborg               | Ljudmila Pachomowa, Alexander Gorschkow                | Irina Moissejewa, Andrei Minenkow                      | Colleen O’Connor, James Millns                         |
| 1977 | Tokio                  | Irina Moissejewa, Andrei Minenkow                      | Janet Thompson, Warren Maxwell                         | Natalja Linitschuk Gennadi Karponossow                 |
| 1978 | Ottawa                 | Natalja Linitschuk Gennadi Karponossow                 | Irina Moissejewa, Andrei Minenkow                      | Krisztina Regőczy, András Sallay                       |
| 1979 | Wien                   | Natalja Linitschuk Gennadi Karponossow                 | Krisztina Regőczy, András Sallay                       | Irina Moissejewa, Andrei Minenkow                      |
| 1980 | Dortmund               | Krisztina Regőczy, András Sallay                       | Natalja Linitschuk Gennadi Karponossow                 | Irina Moissejewa, Andrei Minenkow                      |
| 1981 | Hartford               | Jayne Torvill, Christopher Dean                        | Irina Moissejewa, Andrei Minenkow                      | Natalja Bestemjanowa, Andrei Bukin                     |
| 1982 | Kopenhagen             | Jayne Torvill, Christopher Dean                        | Natalja Bestemjanowa, Andrei Bukin                     | Irina Moissejewa, Andrei Minenkow                      |
| 1983 | Helsinki               | Jayne Torvill, Christopher Dean                        | Natalja Bestemjanowa, Andrei Bukin                     | Judy Blumberg, Michael Seibert                         |
| 1984 | Ottawa                 | Jayne Torvill, Christopher Dean                        | Natalja Bestemjanowa, Andrei Bukin                     | Judy Blumberg, Michael Seibert                         |
| 1985 | Tokio                  | Natalja Bestemjanowa, Andrei Bukin                     | Marina Klimowa, Sergei Ponomarenko                     | Judy Blumberg, Michael Seibert                         |
| 1986 | Genf                   | Natalja Bestemjanowa, Andrei Bukin                     | Marina Klimowa, Sergei Ponomarenko                     | Tracy Wilson, Robert McCall                            |
| 1987 | Cincinnati             | Natalja Bestemjanowa, Andrei Bukin                     | Marina Klimowa, Sergei Ponomarenko                     | Tracy Wilson, Robert McCall                            |
| 1988 | Budapest               | Natalja Bestemjanowa, Andrei Bukin                     | Marina Klimowa, Sergei Ponomarenko                     | Tracy Wilson, Robert McCall                            |
| 1989 | Paris                  | Marina Klimowa, Sergei Ponomarenko                     | Maja Ussowa, Alexander Schulin                         | Isabelle Duchesnay, Paul Duchesnay                     |
| 1990 | Halifax                | Marina Klimowa, Sergei Ponomarenko                     | Isabelle Duchesnay, Paul Duchesnay                     | Maja Ussowa, Alexander Schulin                         |
| 1991 | München                | Isabelle Duchesnay, Paul Duchesnay                     | Marina Klimowa, Sergei Ponomarenko                     | Maja Ussowa, Alexander Schulin                         |
| 1992 | Oakland                | Marina Klimowa, Sergei Ponomarenko                     | Maja Ussowa, Alexander Schulin                         | Oxana Grischtschuk, Jewgeni Platow                     |
| 1993 | Prag                   | Maja Ussowa, Alexander Schulin                         | Oxana Grischtschuk, Jewgeni Platow                     | Anschelika Krylowa, Wladimir Fjodorow                  |
| 1994 | Chiba                  | Oxana Grischtschuk, Jewgeni Platow                     | Sophie Moniotte, Pascal Lavanchy                       | Susanna Rahkamo, Petri Kokko                           |
| 1995 | Birmingham             | Oxana Grischtschuk, Jewgeni Platow                     | Susanna Rahkamo, Petri Kokko                           | Sophie Moniotte, Pascal Lavanchy                       |
| 1996 | Edmonton               | Oxana Grischtschuk, Jewgeni Platow                     | Anschelika Krylowa, Oleg Owsjannikow                   | Shae-Lynn Bourne, Victor Kraatz                        |
| 1997 | Lausanne               | Oxana Grischtschuk, Jewgeni Platow                     | Anschelika Krylowa, Oleg Owsjannikow                   | Shae-Lynn Bourne, Victor Kraatz                        |
| 1998 | Minneapolis            | Anschelika Krylowa, Oleg Owsjannikow                   | Marina Anissina, Gwendal Peizerat                      | Shae-Lynn Bourne, Victor Kraatz                        |
| 1999 | Helsinki               | Anschelika Krylowa, Oleg Owsjannikow                   | Marina Anissina, Gwendal Peizerat                      | Shae-Lynn Bourne, Victor Kraatz                        |
| 2000 | Nizza                  | Marina Anissina, Gwendal Peizerat                      | Barbara Fusar-Poli, Maurizio Margaglio                 | Margarita Drobiazko, Povilas Vanagas                   |
| 2001 | Vancouver              | Barbara Fusar-Poli, Maurizio Margaglio                 | Marina Anissina, Gwendal Peizerat                      | Irina Lobatschowa, Ilja Awerbuch                       |
| 2002 | Nagano                 | Irina Lobatschowa, Ilja Awerbuch                       | Shae-Lynn Bourne, Victor Kraatz                        | Galit Chait, Sergei Sachnowski                         |
| 2003 | Washington, D.C.       | Shae-Lynn Bourne, Victor Kraatz                        | Irina Lobatschowa, Ilja Awerbuch                       | Albena Denkowa, Maxim Stawiski                         |
| 2004 | Dortmund               | Tatjana Nawka, Roman Kostomarow                        | Albena Denkowa, Maxim Stawiski                         | Kati Winkler, René Lohse                               |
| 2005 | Moskau                 | Tatjana Nawka, Roman Kostomarow                        | Tanith Belbin, Benjamin Agosto                         | Elena Hruschyna, Ruslan Hontscharow                    |
| 2006 | Calgary                | Albena Denkowa, Maxim Stawiski                         | Marie-France Dubreuil, Patrice Lauzon                  | Tanith Belbin, Benjamin Agosto                         |
| 2007 | Tokio                  | Albena Denkowa, Maxim Stawiski                         | Marie-France Dubreuil, Patrice Lauzon                  | Tanith Belbin, Benjamin Agosto                         |
| 2008 | Göteborg               | Isabelle Delobel, Olivier Schoenfelder                 | Tessa Virtue, Scott Moir                               | Jana Chochlowa, Sergei Nowizki                         |
| 2009 | Los Angeles            | Oxana Domnina, Maxim Schabalin                         | Tanith Belbin, Benjamin Agosto                         | Tessa Virtue, Scott Moir                               |
| 2010 | Turin                  | Tessa Virtue, Scott Moir                               | Meryl Davis, Charlie White                             | Federica Faiella, Massimo Scali                        |
| 2011 | Moskau                 | Meryl Davis, Charlie White                             | Tessa Virtue, Scott Moir                               | Maia Shibutani, Alex Shibutani                         |
| 2012 | Nizza                  | Tessa Virtue, Scott Moir                               | Meryl Davis, Charlie White                             | Nathalie Péchalat, Fabian Bourzat                      |
| 2013 | London                 | Meryl Davis, Charlie White                             | Tessa Virtue, Scott Moir                               | Jekaterina Bobrowa, Dmitri Solowjow                    |
| 2014 | Saitama                | Anna Cappellini, Luca Lanotte                          | Kaitlyn Weaver, Andrew Poje                            | Nathalie Péchalat, Fabian Bourzat                      |
| 2015 | Shanghai               | Gabriella Papadakis, Guillaume Cizeron                 | Madison Chock, Evan Bates                              | Kaitlyn Weaver, Andrew Poje                            |
| 2016 | Boston                 | Gabriella Papadakis, Guillaume Cizeron                 | Maia Shibutani, Alex Shibutani                         | Madison Chock, Evan Bates                              |
| 2017 | Helsinki               | Tessa Virtue, Scott Moir                               | Gabriella Papadakis, Guillaume Cizeron                 | Maia Shibutani, Alex Shibutani                         |
| 2018 | Mailand                | Gabriella Papadakis, Guillaume Cizeron                 | Madison Hubbell, Zachary Donohue                       | Kaitlyn Weaver, Andrew Poje                            |
| 2019 | Saitama                | Gabriella Papadakis, Guillaume Cizeron                 | Wiktorija Sinizina, Nikita Kazalapow                   | Madison Hubbell, Zachary Donohue                       |
| 2020 | Montreal               | abgesagt wegen der COVID-19-Pandemie                   | abgesagt wegen der COVID-19-Pandemie                   | abgesagt wegen der COVID-19-Pandemie                   |
| 2021 | Stockholm              | Wiktorija Sinizina, Nikita Kazalapow                   | Madison Hubbell, Zachary Donohue                       | Piper Gilles, Paul Poirier                             |
| 2022 | Montpellier            | Gabriella Papadakis, Guillaume Cizeron                 | Madison Hubbell, Zachary Donohue                       | Madison Chock, Evan Bates                              |
| 2023 | Saitama                | Madison Chock, Evan Bates                              | Charlène Guignard, Marco Fabbri                        | Piper Gilles, Paul Poirier                             |
| 2024 | Montreal               | Madison Chock, Evan Bates                              | Piper Gilles, Paul Poirier                             | Charlène Guignard, Marco Fabbri                        |
| 2025 | Boston                 | Madison Chock, Evan Bates                              | Piper Gilles, Paul Poirier                             | Lilah Fear, Lewis Gibson                               |
| 2026 | Prag                   |                                                        |                                                        |                                                        |

## Die erfolgreichsten Teilnehmer bei Weltmeisterschaften

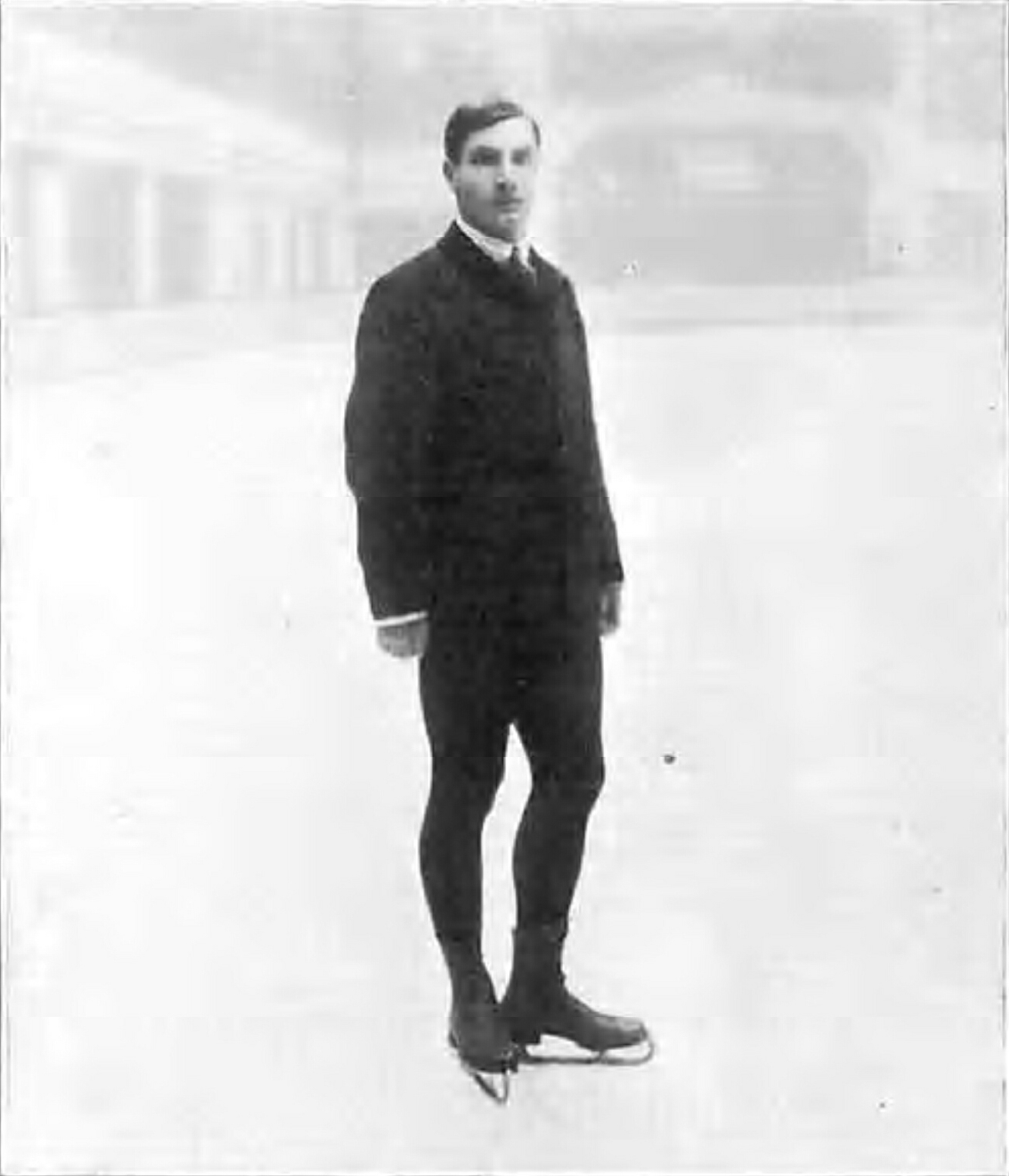
Rekordweltmeister Ulrich Salchow

### Die erfolgreichsten Eiskunstläufer

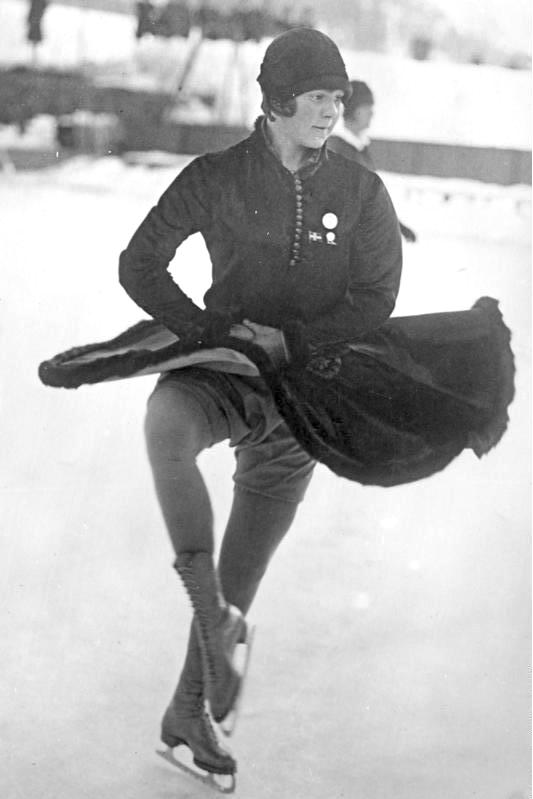
Rekordweltmeisterin Sonja Henie

|    | Name                    | Titel | Jahre                |
| -- | ----------------------- | ----- | -------------------- |
| 1. | Ulrich Salchow          | 10    | 1901–1905, 1907–1911 |
| 2. | Karl Schäfer            | 7     | 1930–1936            |
| 3. | Richard Button          | 5     | 1948–1952            |
| 4. | Willy Böckl             | 4     | 1925–1928            |
| .  | Hayes Alan Jenkins      | 4     | 1953–1956            |
| .  | Scott Hamilton          | 4     | 1981–1984            |
| .  | Kurt Browning           | 4     | 1989–1991, 1993      |
| .  | Alexei Jagudin          | 4     | 1998–2000, 2002      |
| 9. | Gustav Hügel            | 3     | 1897, 1899–1900      |
| .  | Fritz Kachler           | 3     | 1912, 1913, 1923     |
| .  | Gillis Grafström        | 3     | 1922, 1924, 1929     |
| .  | David Jenkins           | 3     | 1957–1959            |
| .  | Emmerich Danzer         | 3     | 1966–1968            |
| .  | Ondrej Nepela           | 3     | 1971–1973            |
| .  | Elvis Stojko            | 3     | 1994–1995, 1997      |
| .  | Jewgeni Pljuschtschenko | 3     | 2001, 2003–2004      |
| .  | Patrick Chan            | 3     | 2011–2013            |
| .  | Nathan Chen             | 3     | 2018–2019, 2021      |

### Die erfolgreichsten Eiskunstläuferinnen

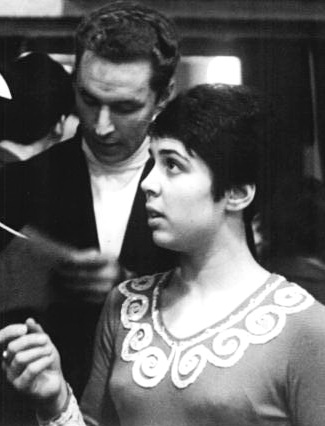
Irina Rodnina

|    | Name                    | Titel | Jahre                       |
| -- | ----------------------- | ----- | --------------------------- |
| 1. | Sonja Henie             | 10    | 1927–1936                   |
| 2. | Herma Szabó             | 5     | 1922–1926                   |
| .  | Carol Heiss             | 5     | 1956–1960                   |
| .  | Michelle Kwan           | 5     | 1996, 1998, 2000–2001, 2003 |
| 5. | Lily Kronberger         | 4     | 1908–1911                   |
| .  | Katarina Witt           | 4     | 1984–1985, 1987–1988        |
| 7. | Opika von Méray Horváth | 3     | 1912–1914                   |
| .  | Sjoukje Dijkstra        | 3     | 1962–1964                   |
| .  | Peggy Fleming           | 3     | 1966–1968                   |
| .  | Mao Asada               | 3     | 2008, 2010, 2014            |
| .  | Kaori Sakamoto          | 3     | 2022–2024                   |

### Die erfolgreichsten Eiskunstlaufpaare

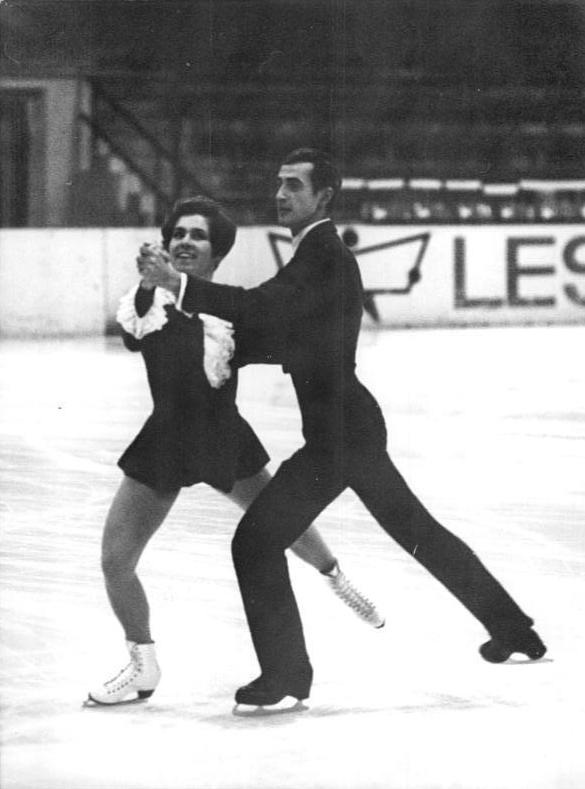
Ljudmila Pachomowa und Alexander Gorschkow

|     | Name                                 | Titel | Jahre                      |
| --- | ------------------------------------ | ----- | -------------------------- |
| 1.  | Irina Rodnina, Alexander Saizew      | 6     | 1973–1978                  |
| 2.  | Aljona Savchenko, Robin Szolkowy     | 5     | 2008–2009, 2011–2012, 2014 |
| 3.  | Irina Rodnina, Alexei Ulanow         | 4     | 1969–1972                  |
| .   | Andrée Joly, Pierre Brunet           | 4     | 1926, 1928, 1930, 1932     |
| .   | Emília Rotter, László Szollás        | 4     | 1931, 1933–1935            |
| .   | Maxi Herber, Ernst Baier             | 4     | 1936–1939                  |
| .   | Barbara Wagner, Robert Paul          | 4     | 1957–1960                  |
| .   | Ljudmila Beloussowa, Oleg Protopopow | 4     | 1965–1968                  |
| .   | Jekaterina Gordejewa, Sergei Grinkow | 4     | 1986–1987, 1989–1990       |
| 10. | Jelena Walowa, Oleg Wassiljew        | 3     | 1983, 1985, 1988           |
| .   | Shen Xue, Zhao Hongbo                | 3     | 2002–2003, 2007            |

### Die erfolgreichsten Eistanzpaare
|    | Name                                    | Titel | Jahre                      |
| -- | --------------------------------------- | ----- | -------------------------- |
| 1. | Ljudmila Pachomowa, Alexander Gorschkow | 6     | 1970–1974, 1976            |
| 2. | Gabriella Papadakis, Guillaume Cizeron  | 5     | 2015–2016, 2018–2019, 2022 |
| 3. | Jean Westwood, Lawrence Demmy           | 4     | 1952–1955                  |
| .  | Eva Romanová, Pavel Roman               | 4     | 1962–1965                  |
| .  | Diane Towler, Bernard Ford              | 4     | 1966–1969                  |
| .  | Jayne Torvill, Christopher Dean         | 4     | 1981–1984                  |
| .  | Natalja Bestemjanowa, Andrei Bukin      | 4     | 1985–1988                  |
| .  | Oxana Grischtschuk, Jewgeni Platow      | 4     | 1994–1997                  |
| 9. | Tessa Virtue, Scott Moir                | 3     | 2010, 2012, 2017           |
| .  | Madison Chock, Evan Bates               | 3     | 2023–2025                  |